# موزه باستان‌شناسی مدیترانه‌ای

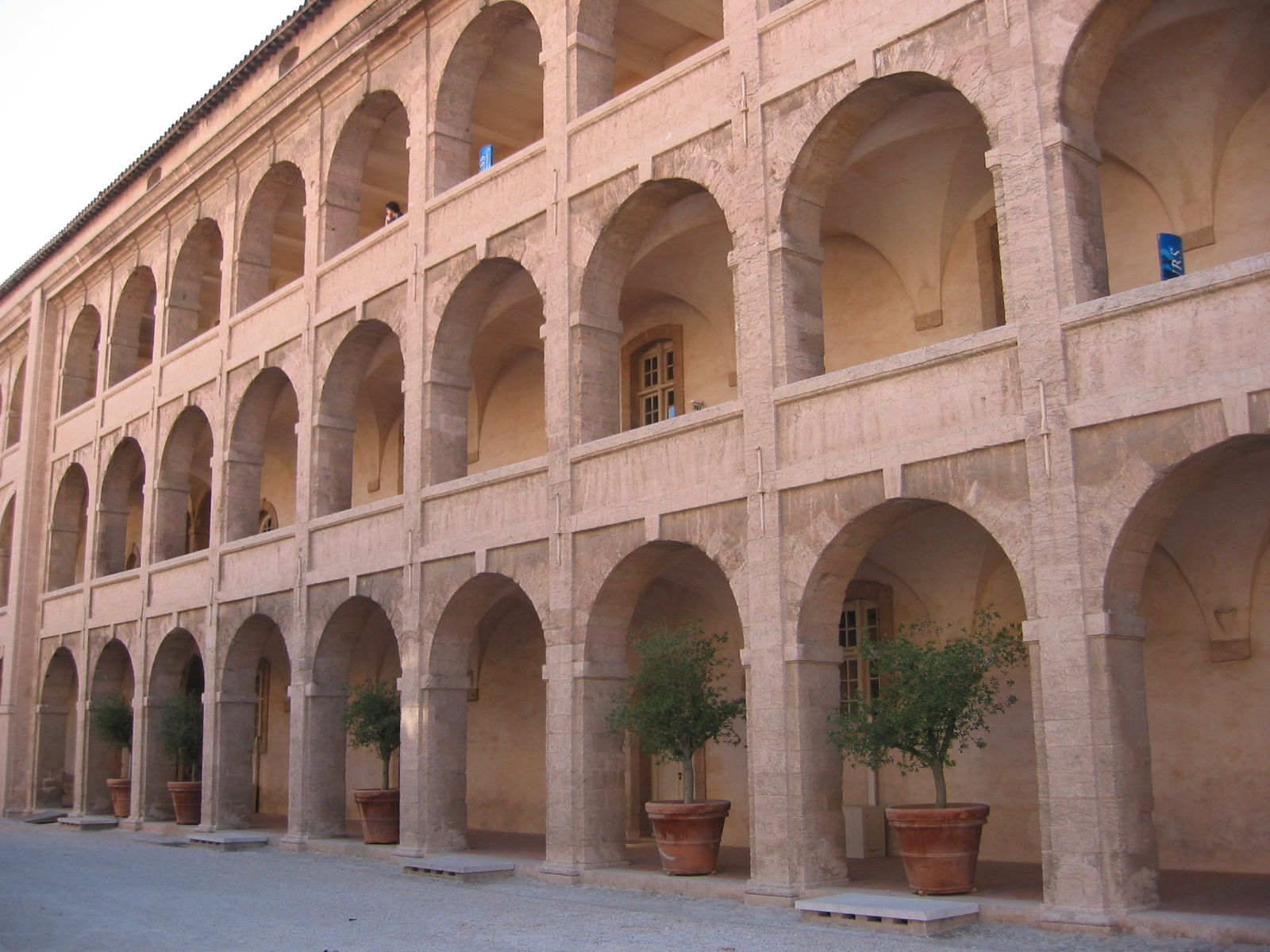

موزه باستان‌شناسی مدیترانه‌ای در طبقه اول بنای «وی‌ای شاریته» در شهر مارسی، فرانسه برپا شده‌است. این موزه شامل دو غرفه می‌باشد: آثار باستانی مصر و آثار باستانی کلاسیک. آثار باستانی محلی که قبلاً در این موزه بوده به موزه تاریخ شهر مارسی منتقل شده‌است.
در طبقه دوم بنای «وی‌ای شاریته» موزه هنرهای آفریقا، اقیانوسیه و سرخ‌پوستان آمریکا بر پا شده‌است.

## آثار باستانی مصر

اتاق اول
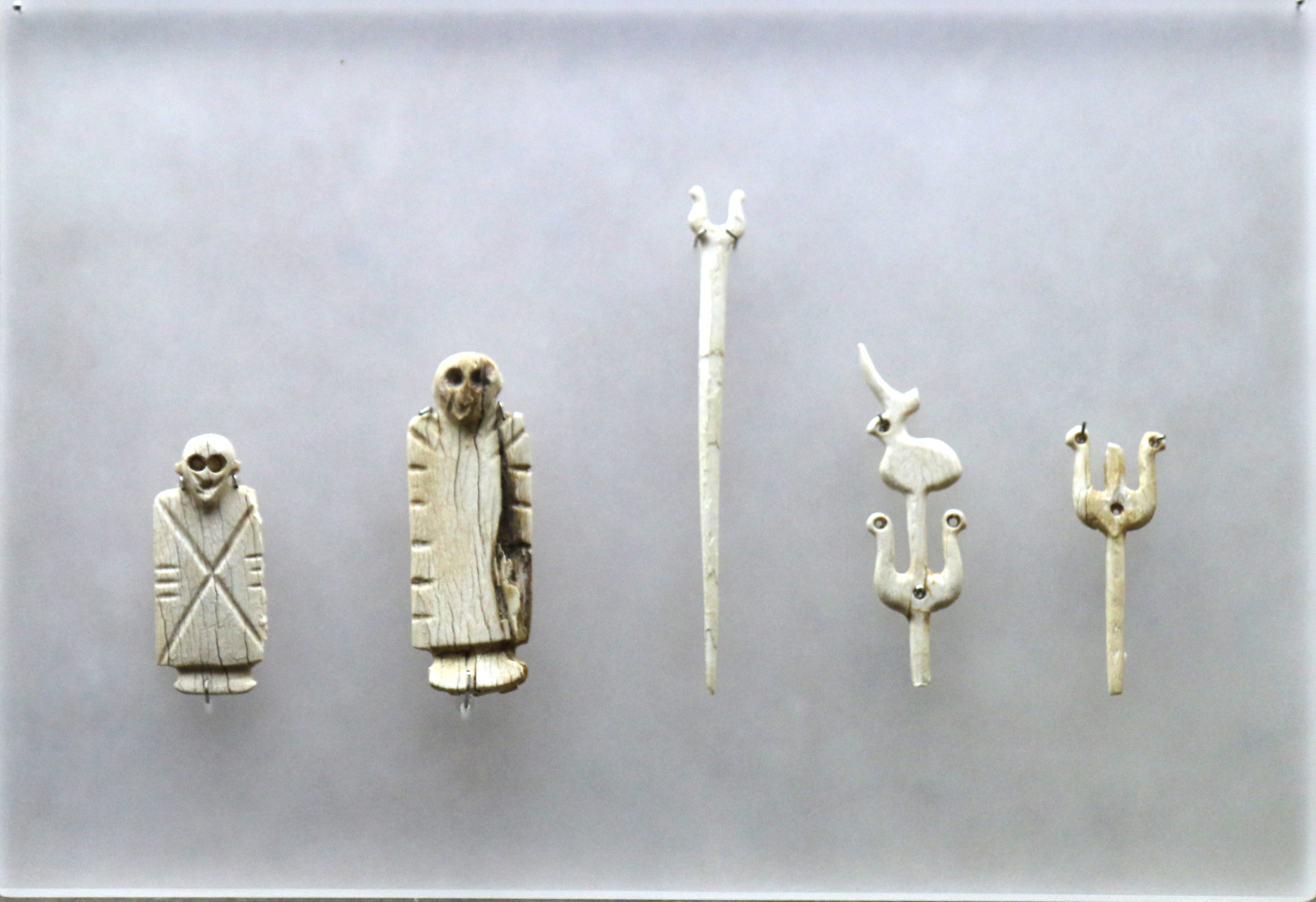
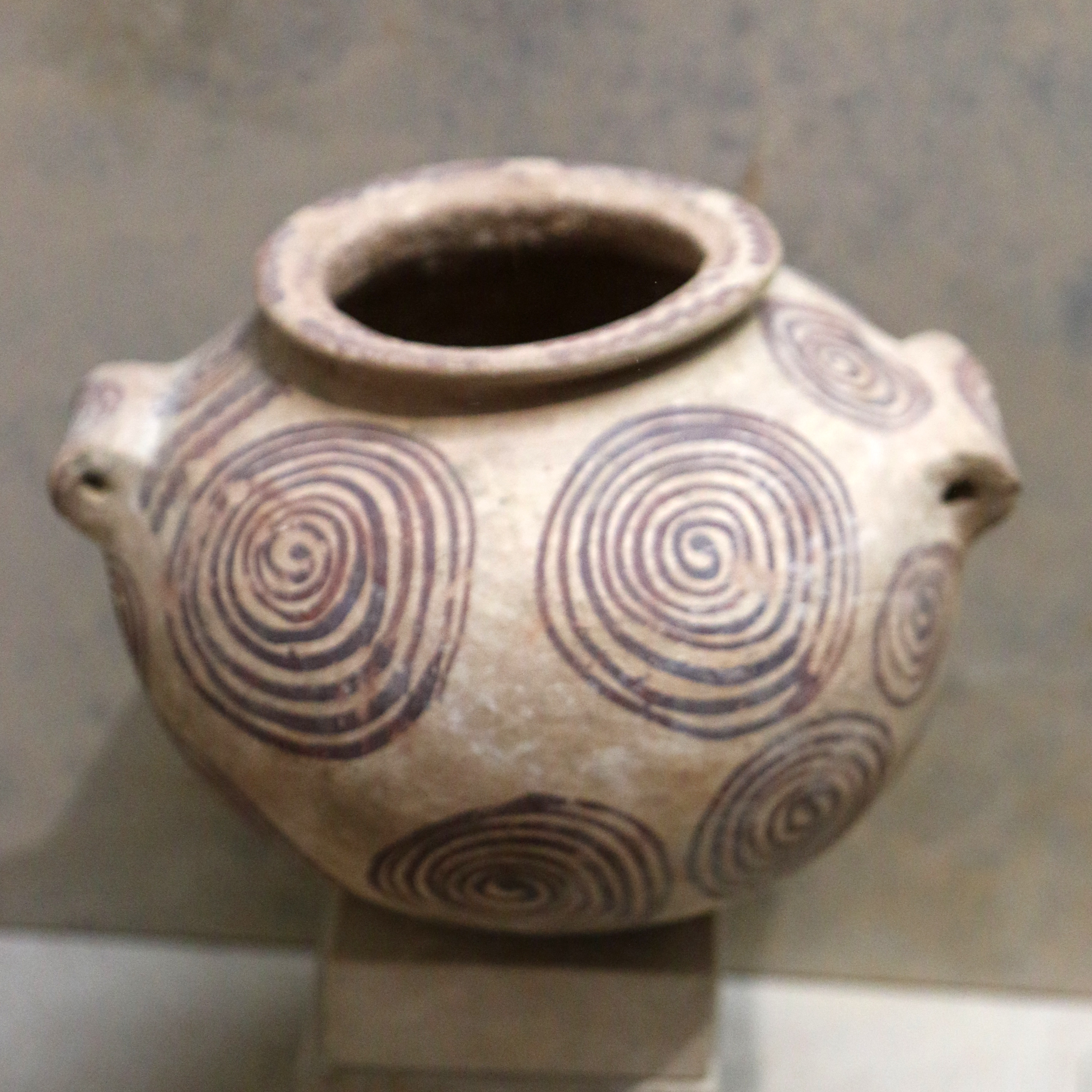
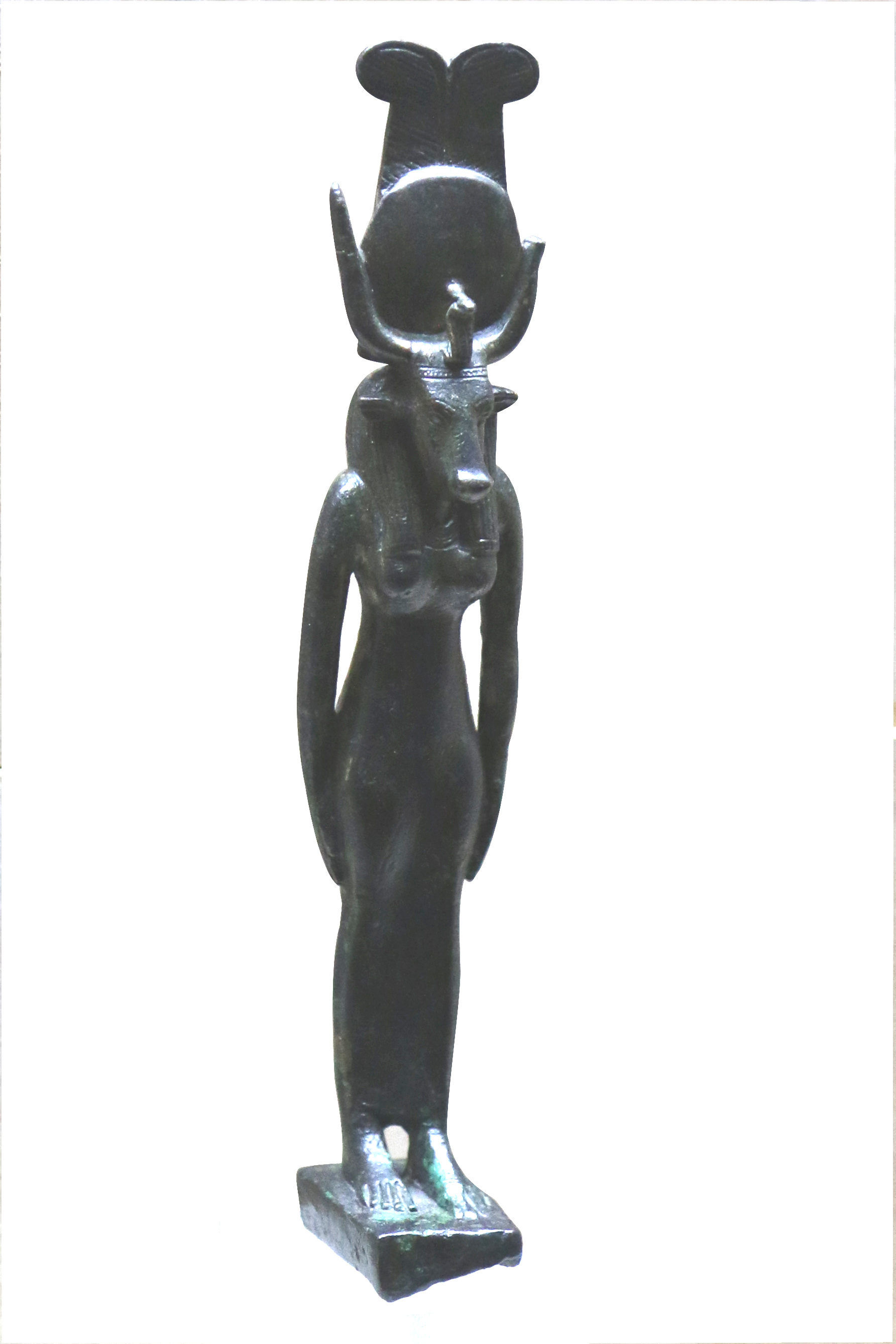
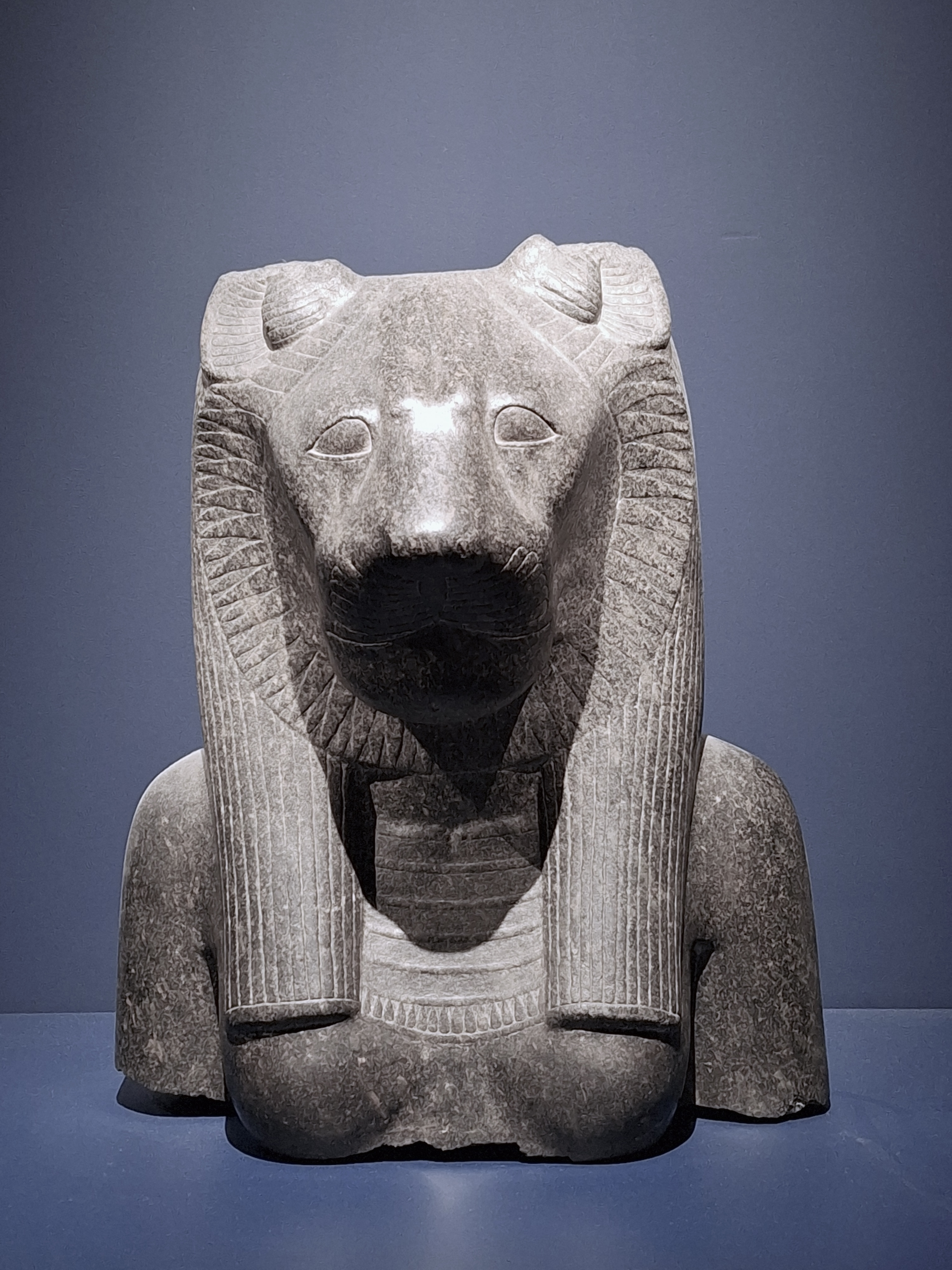
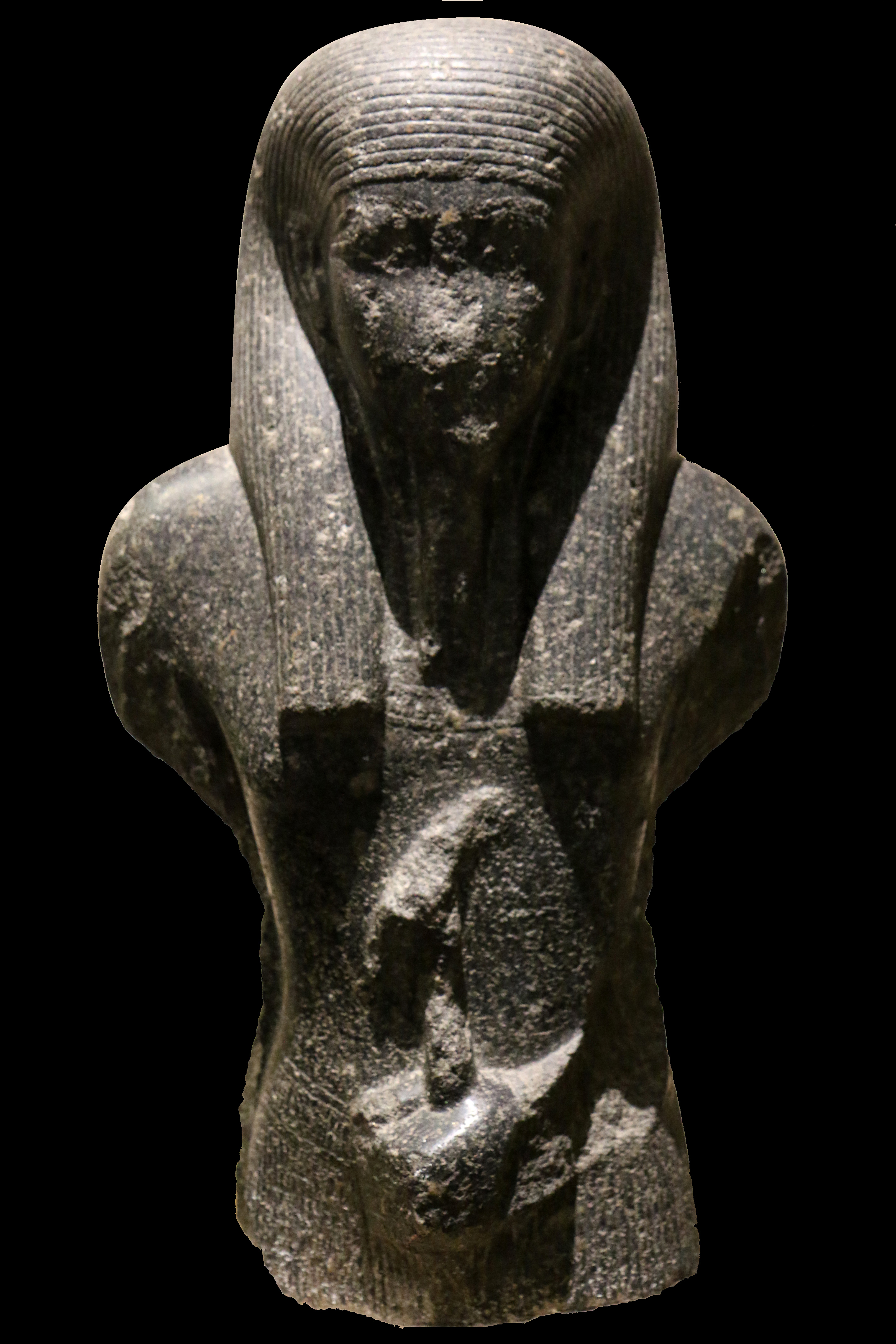

اتاق دوم
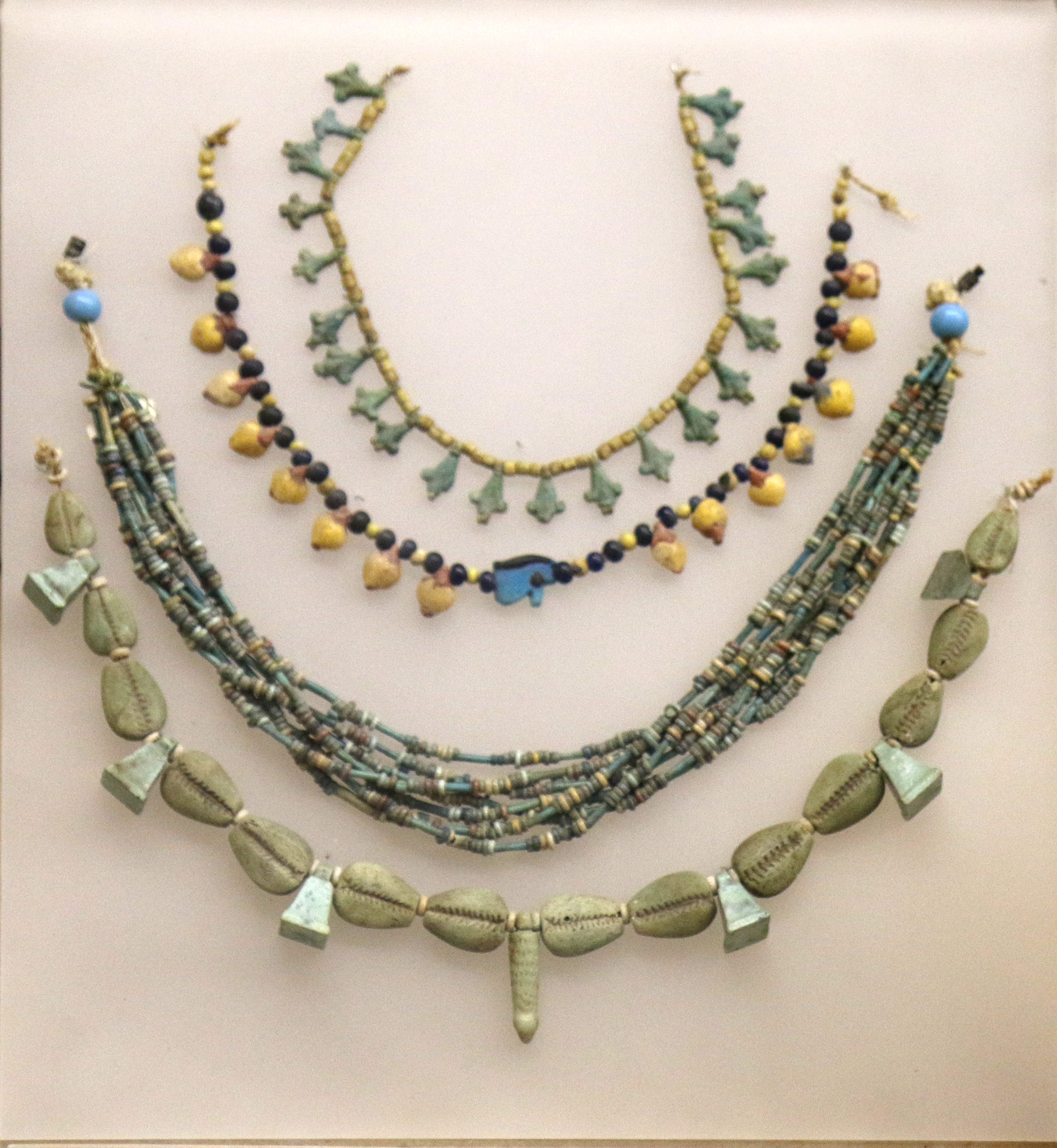
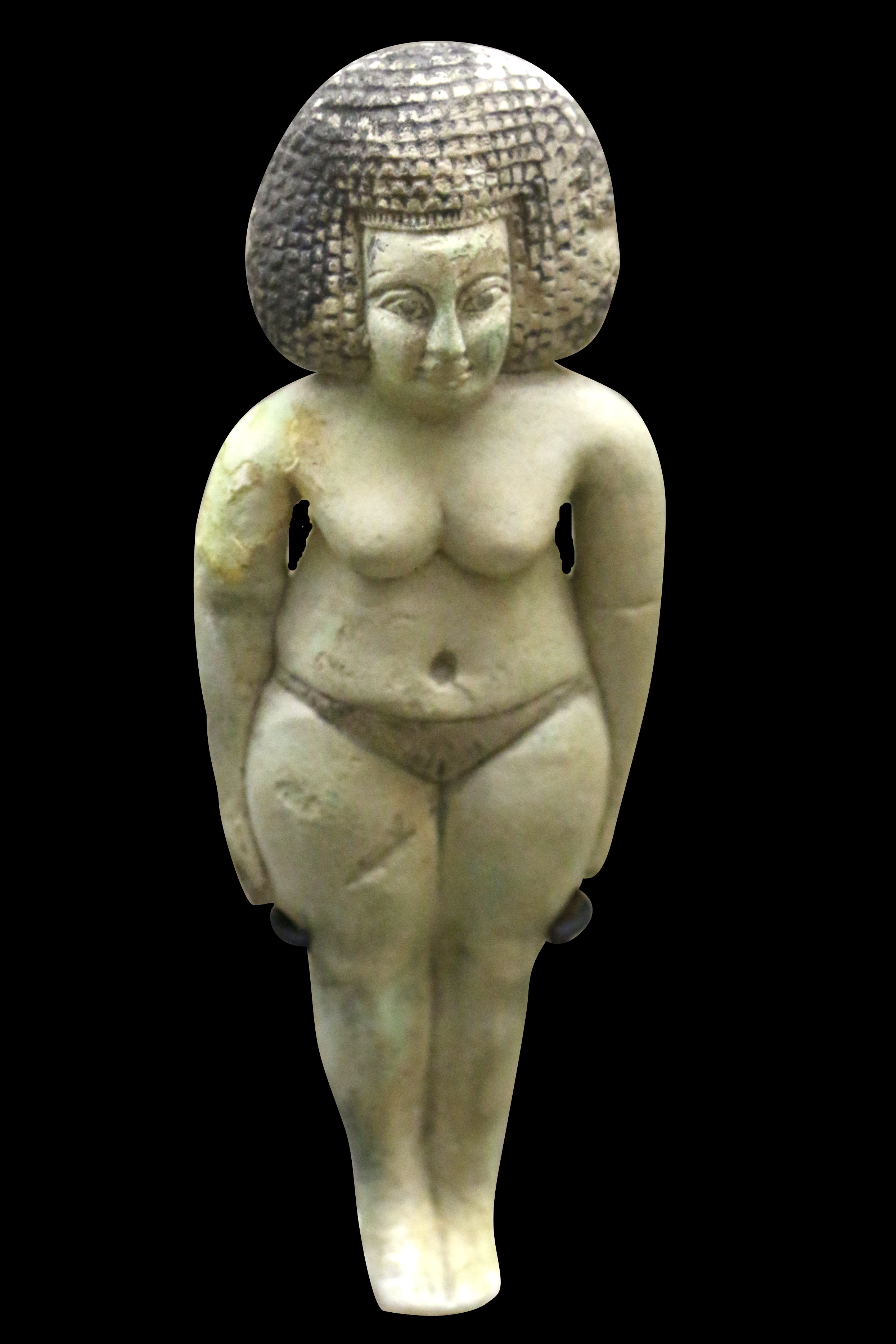
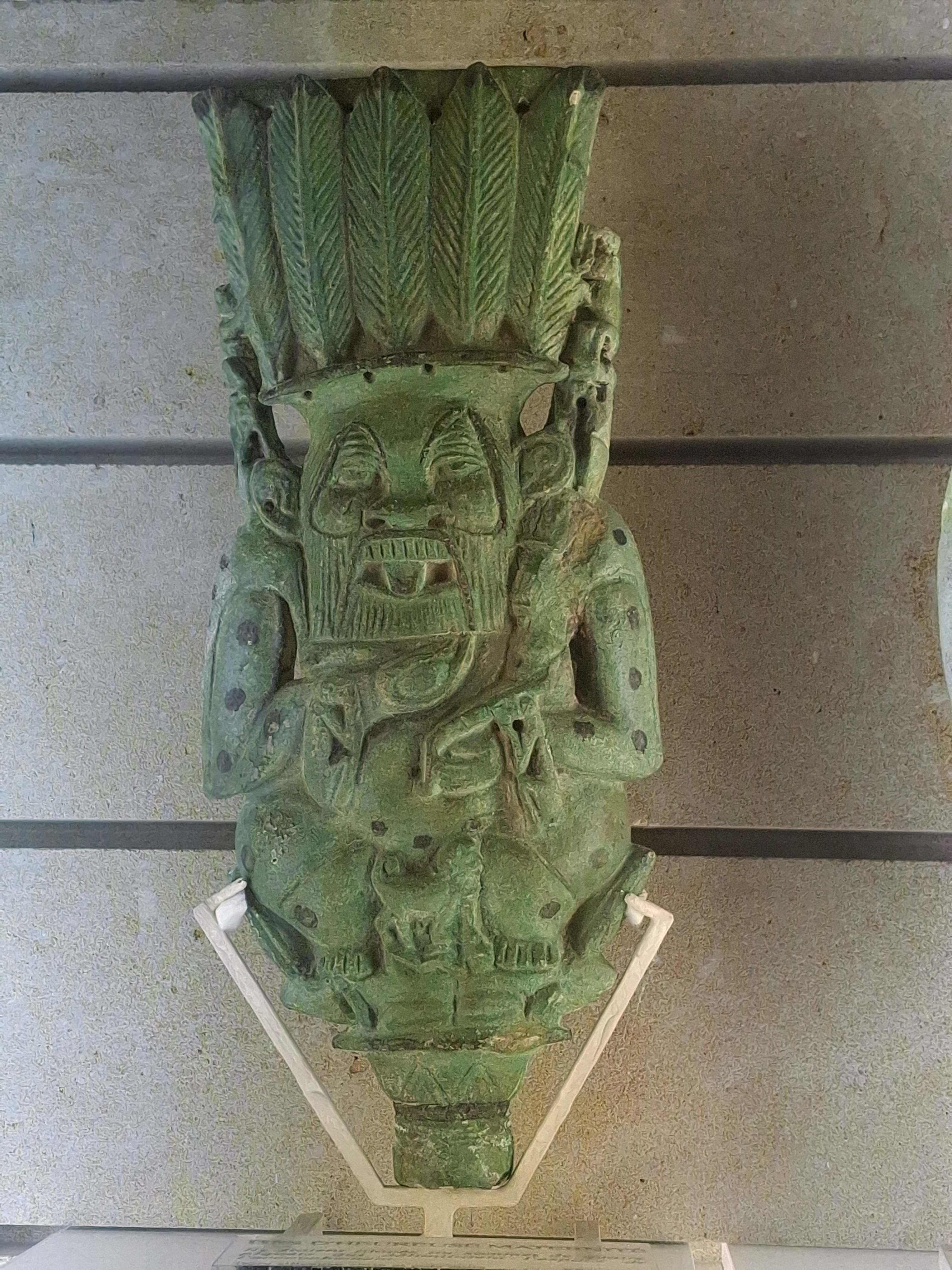
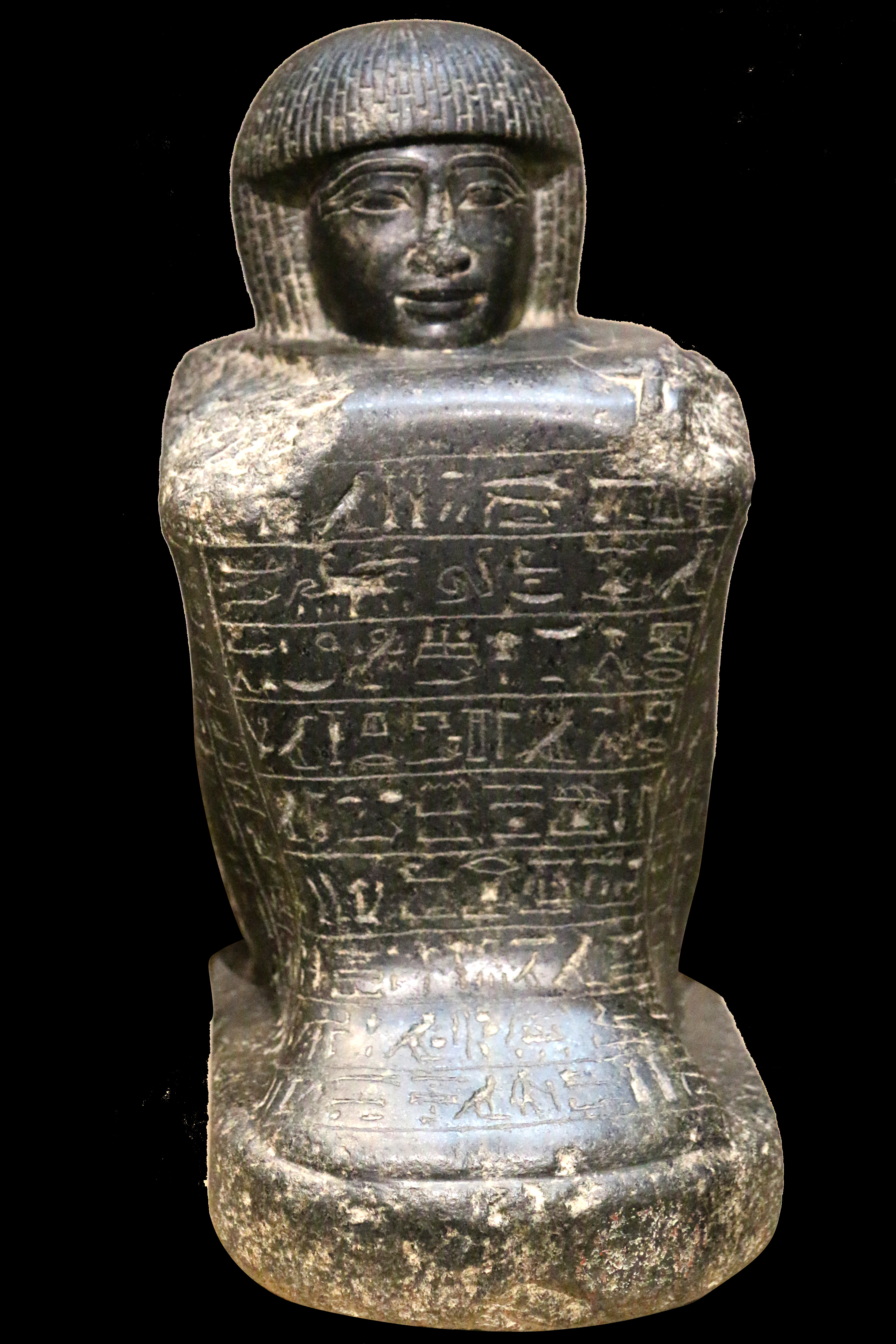
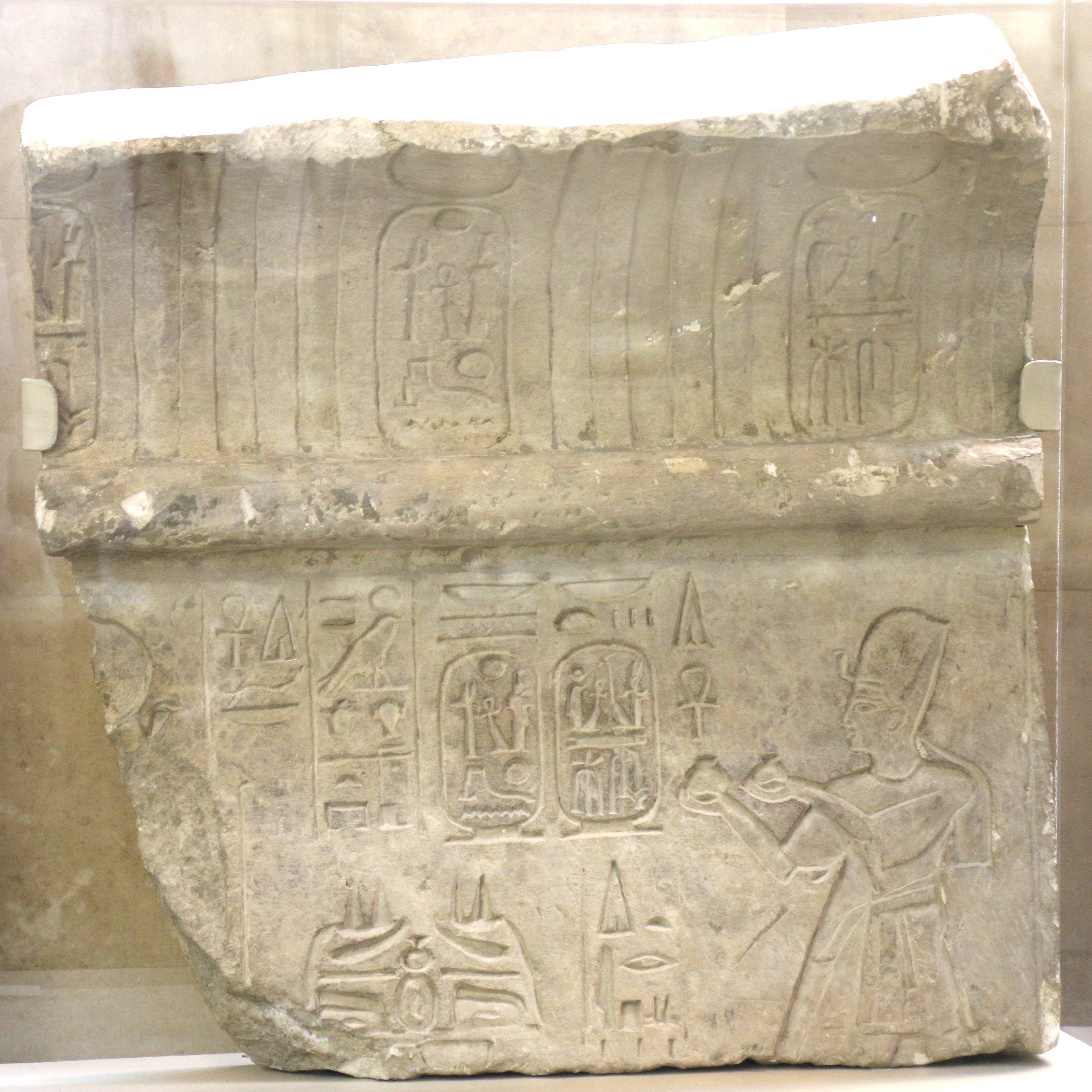
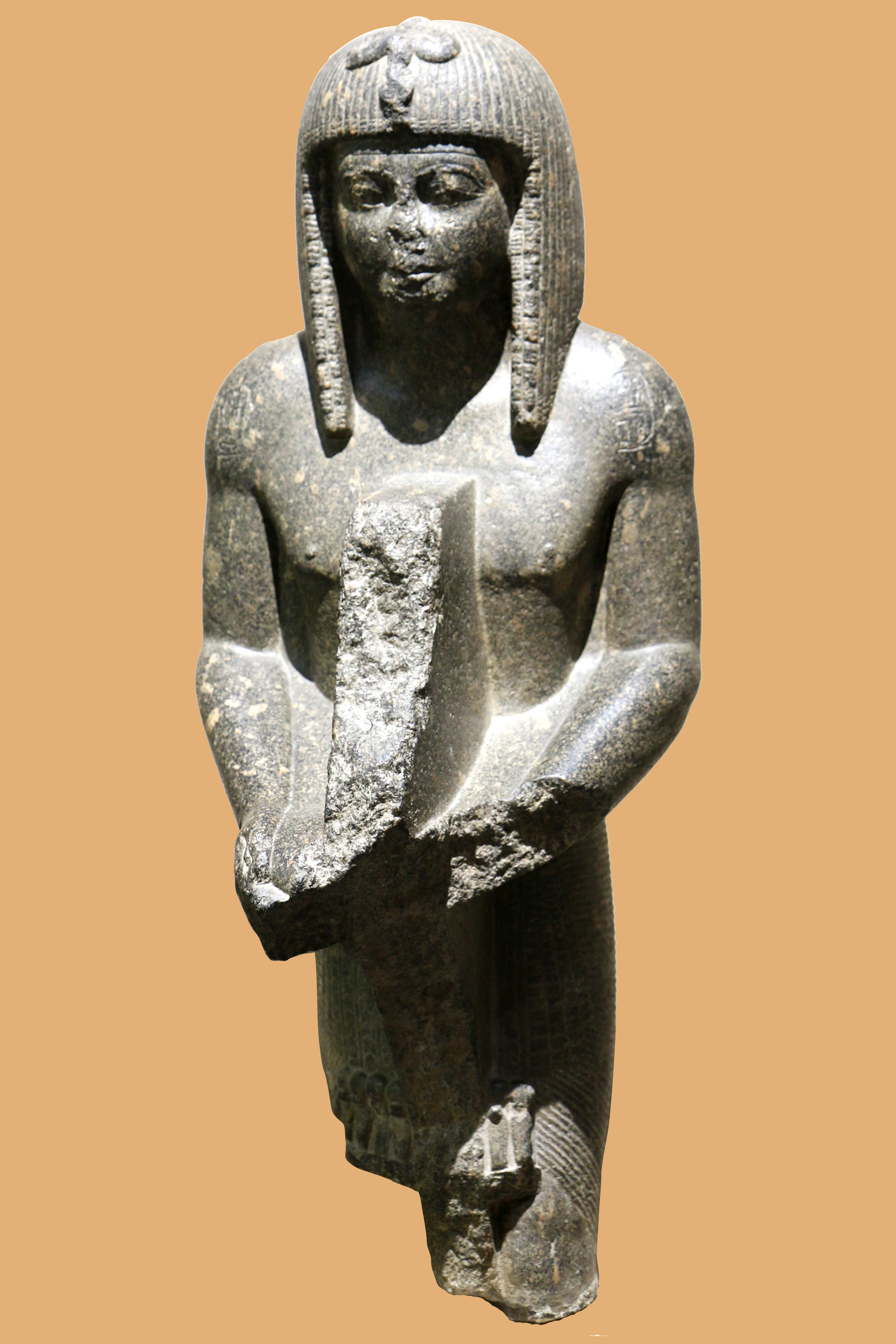

اتاق سوم
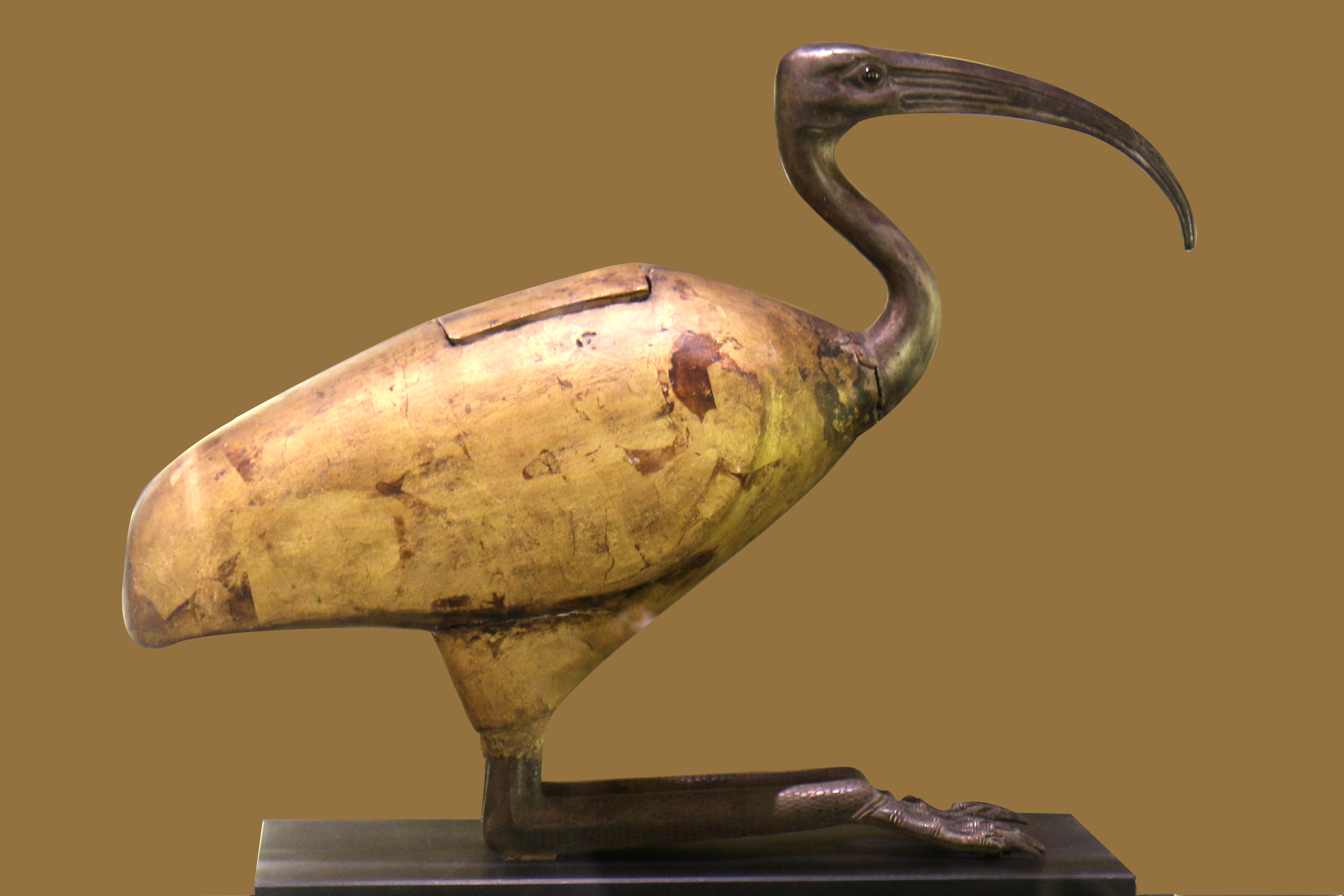
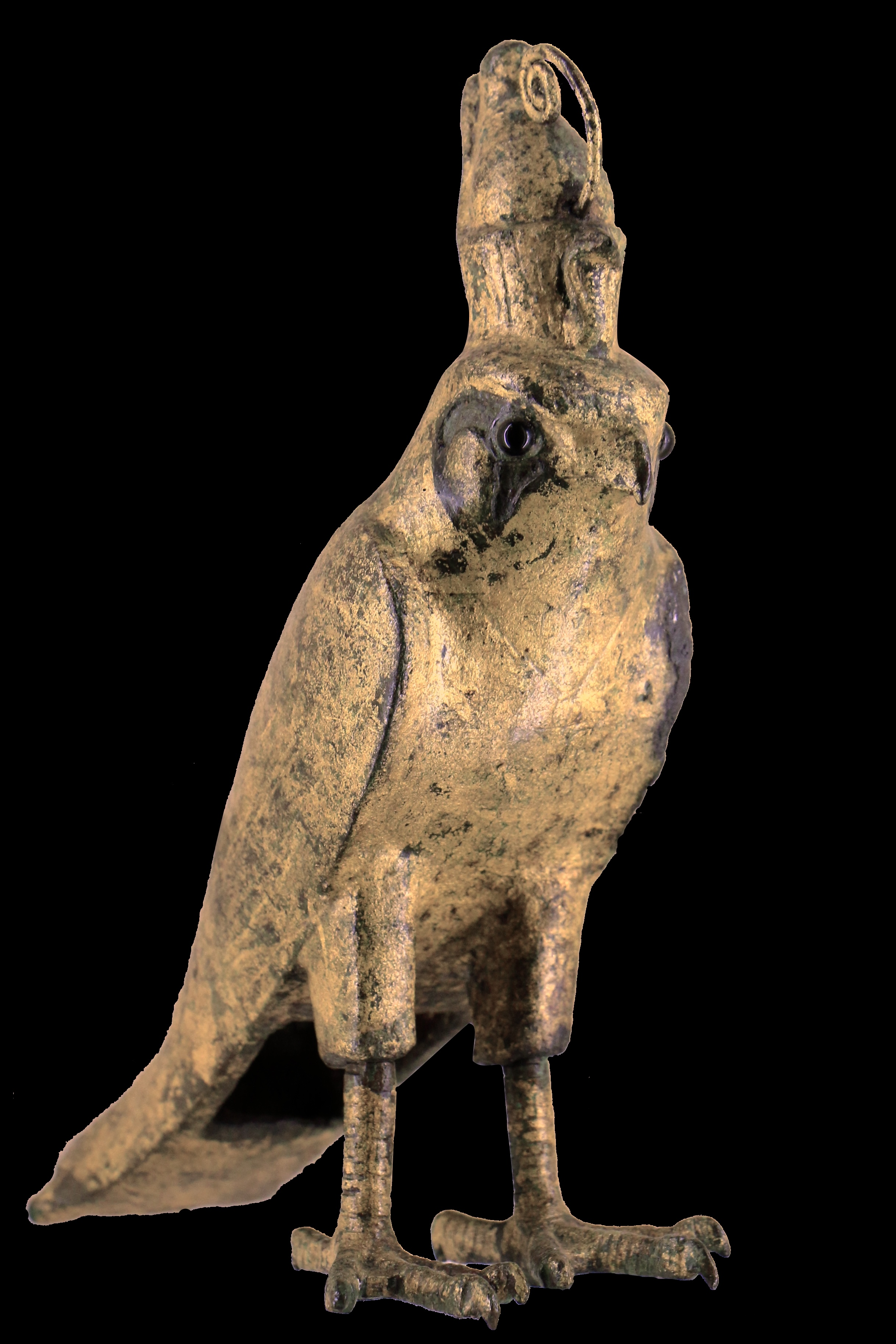
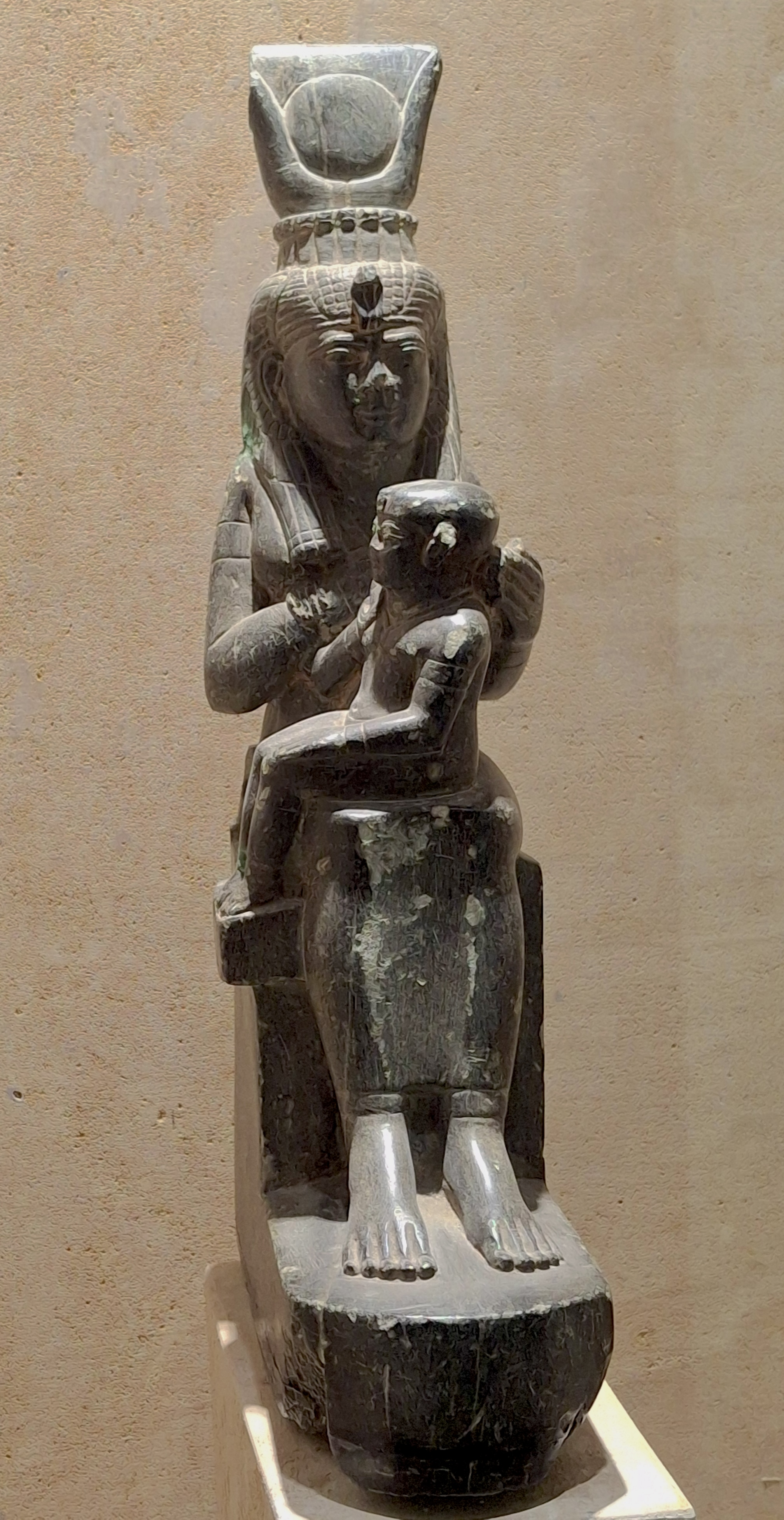
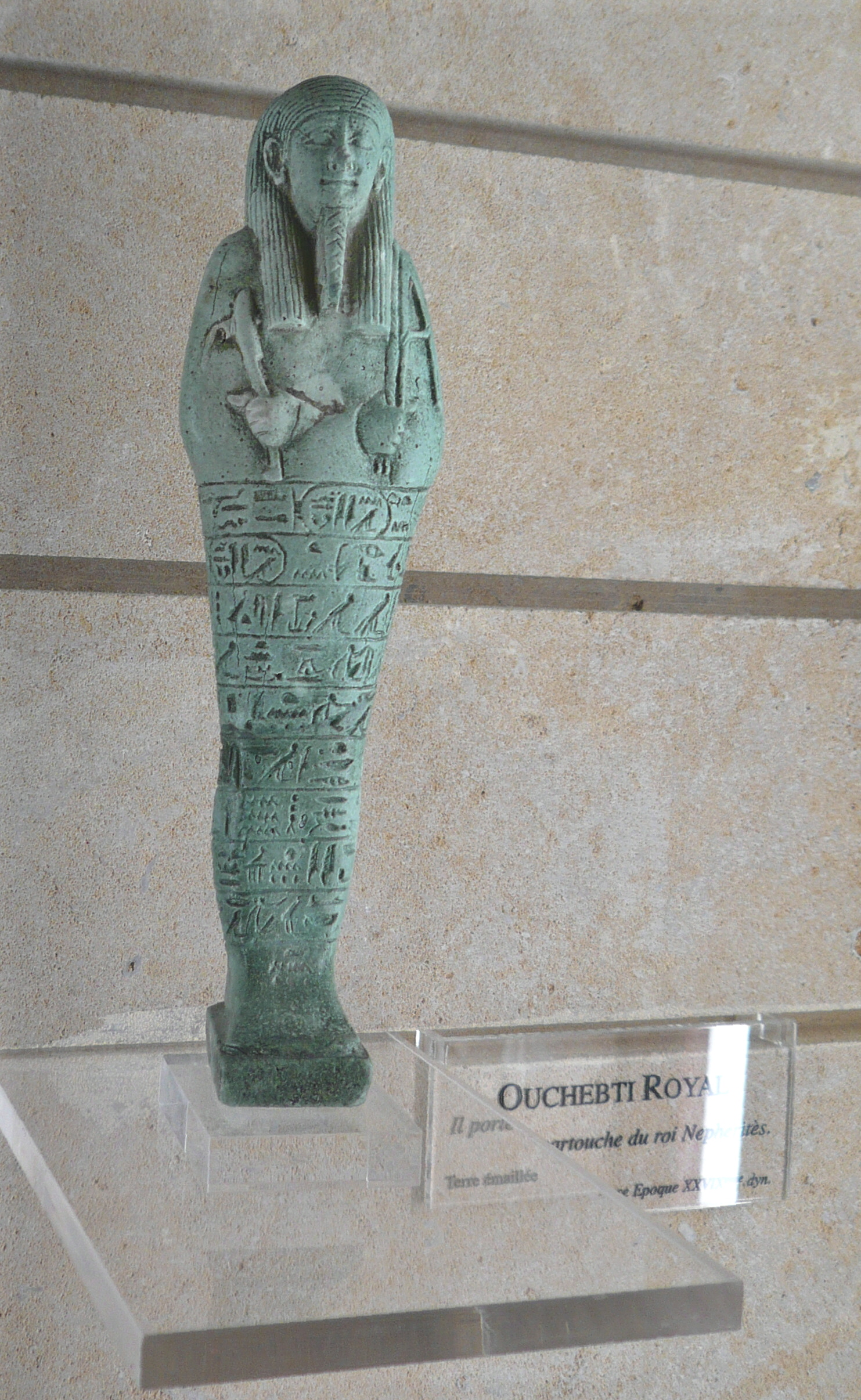
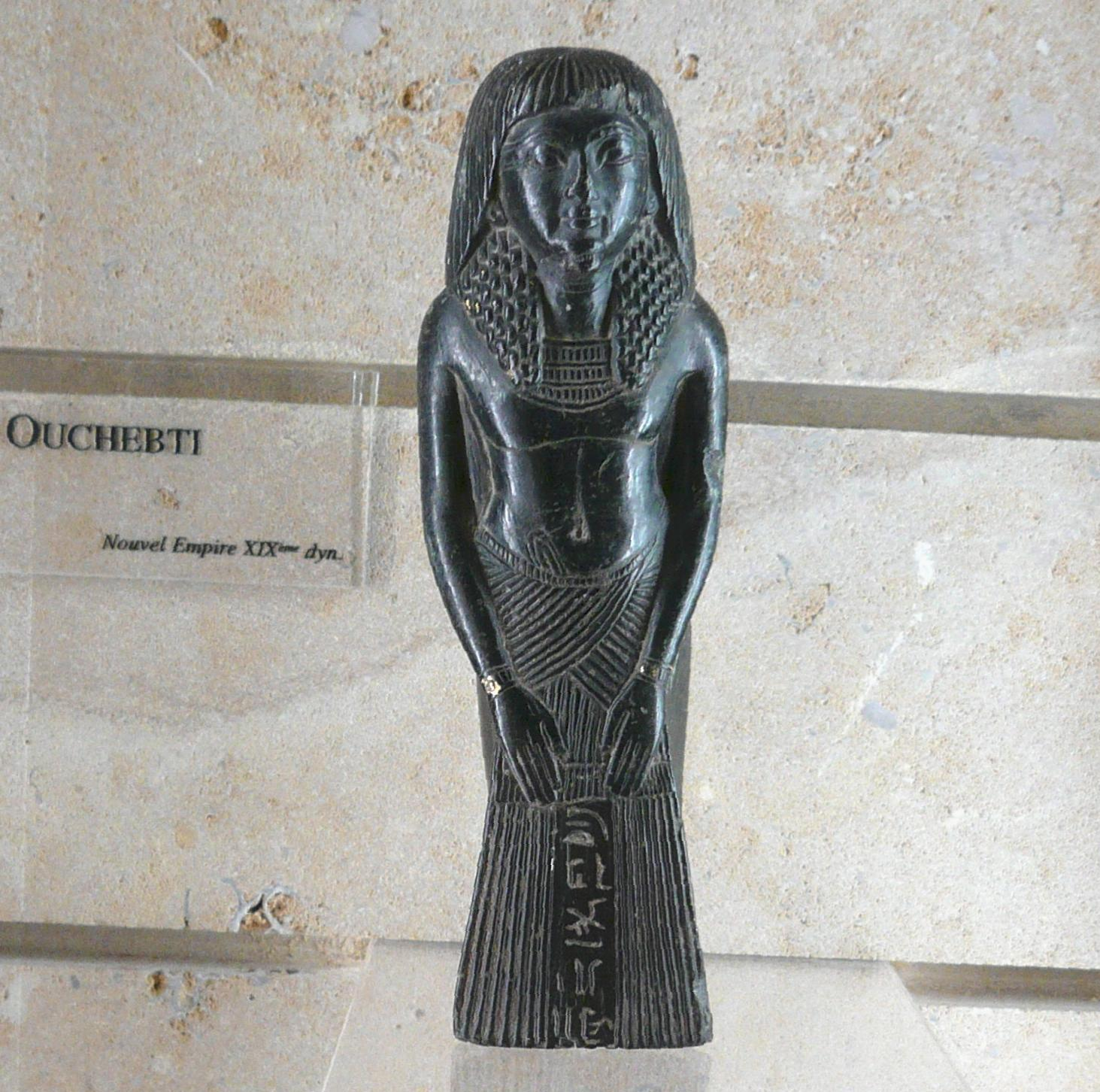
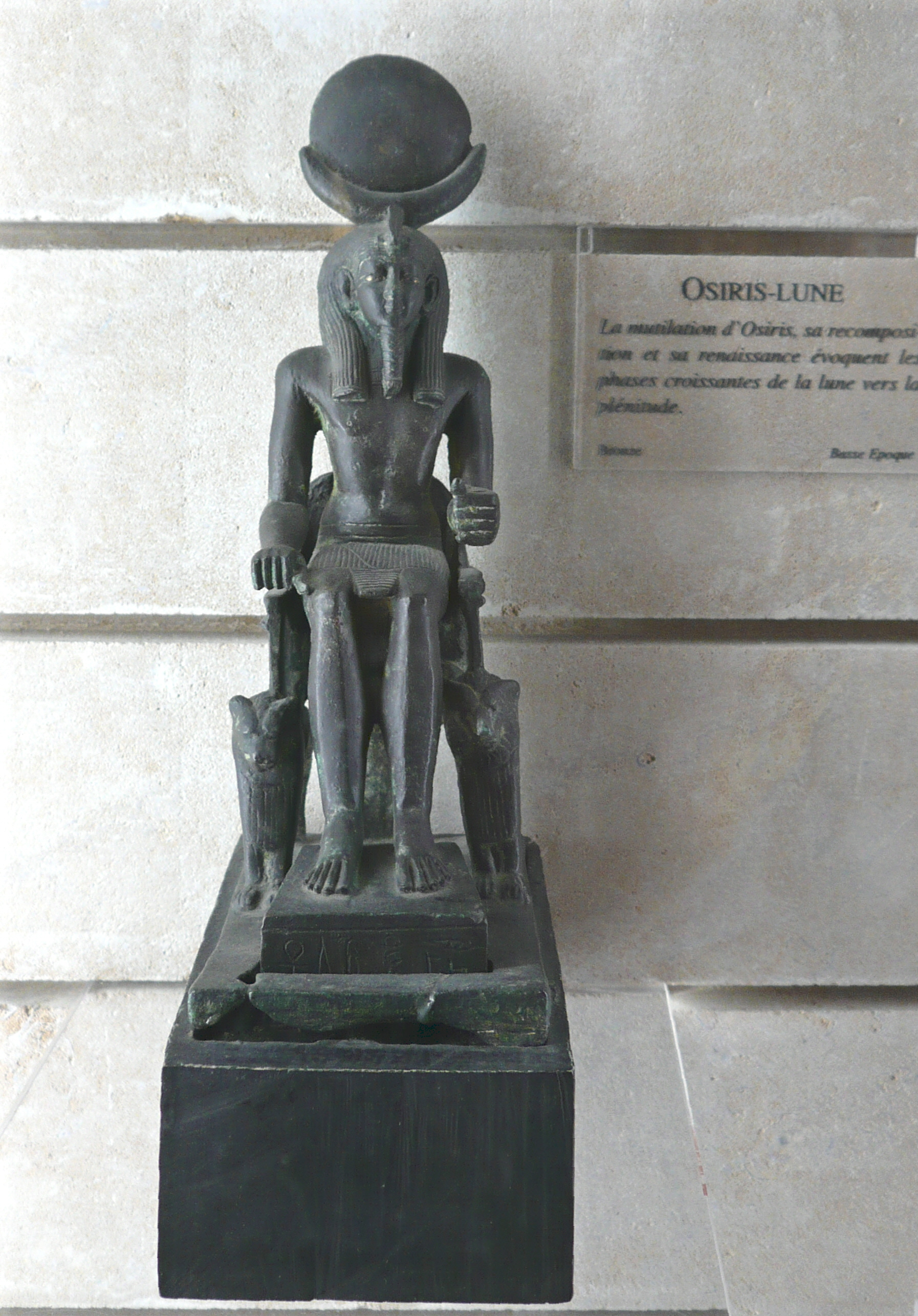

اتاق چهارم
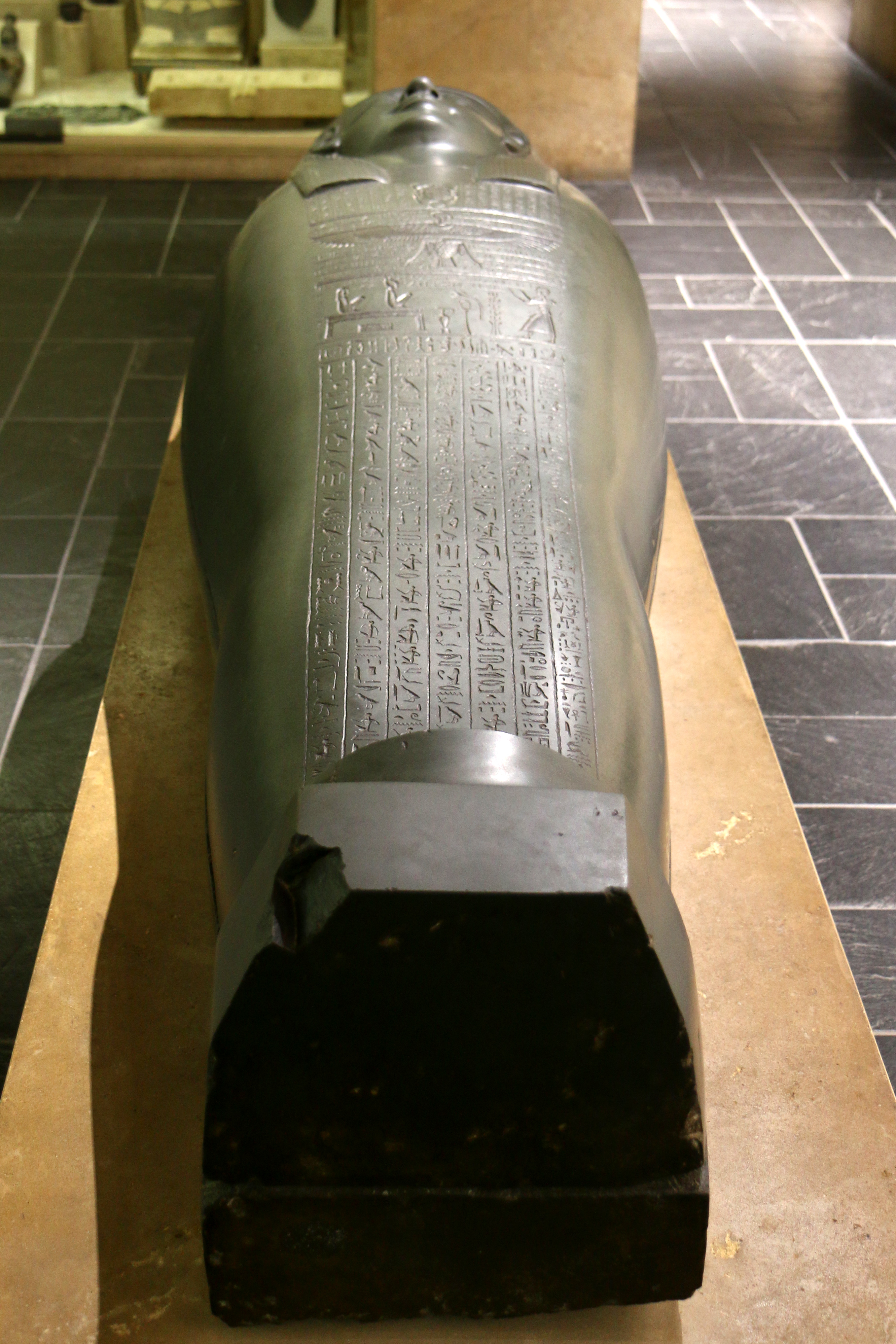
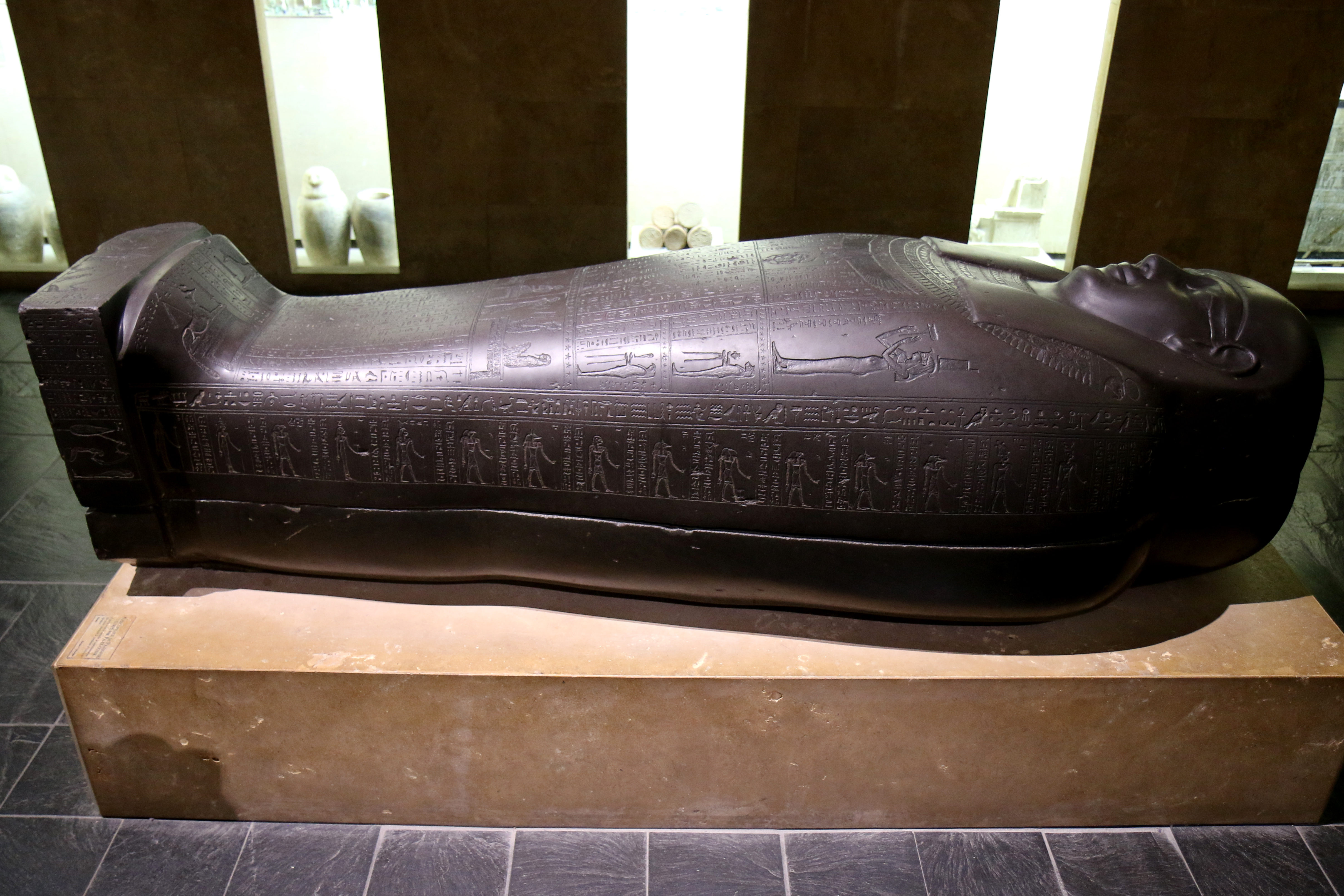
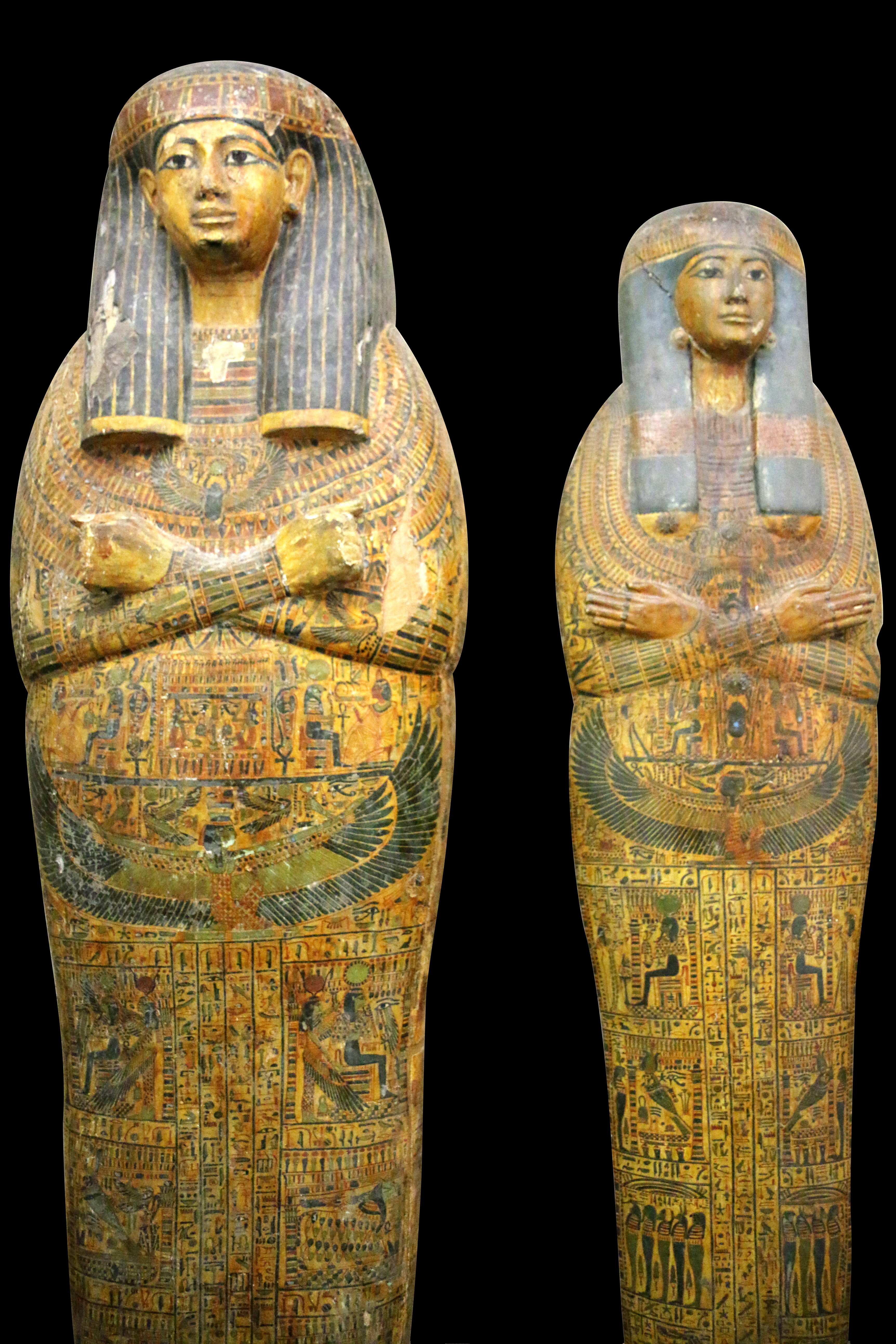
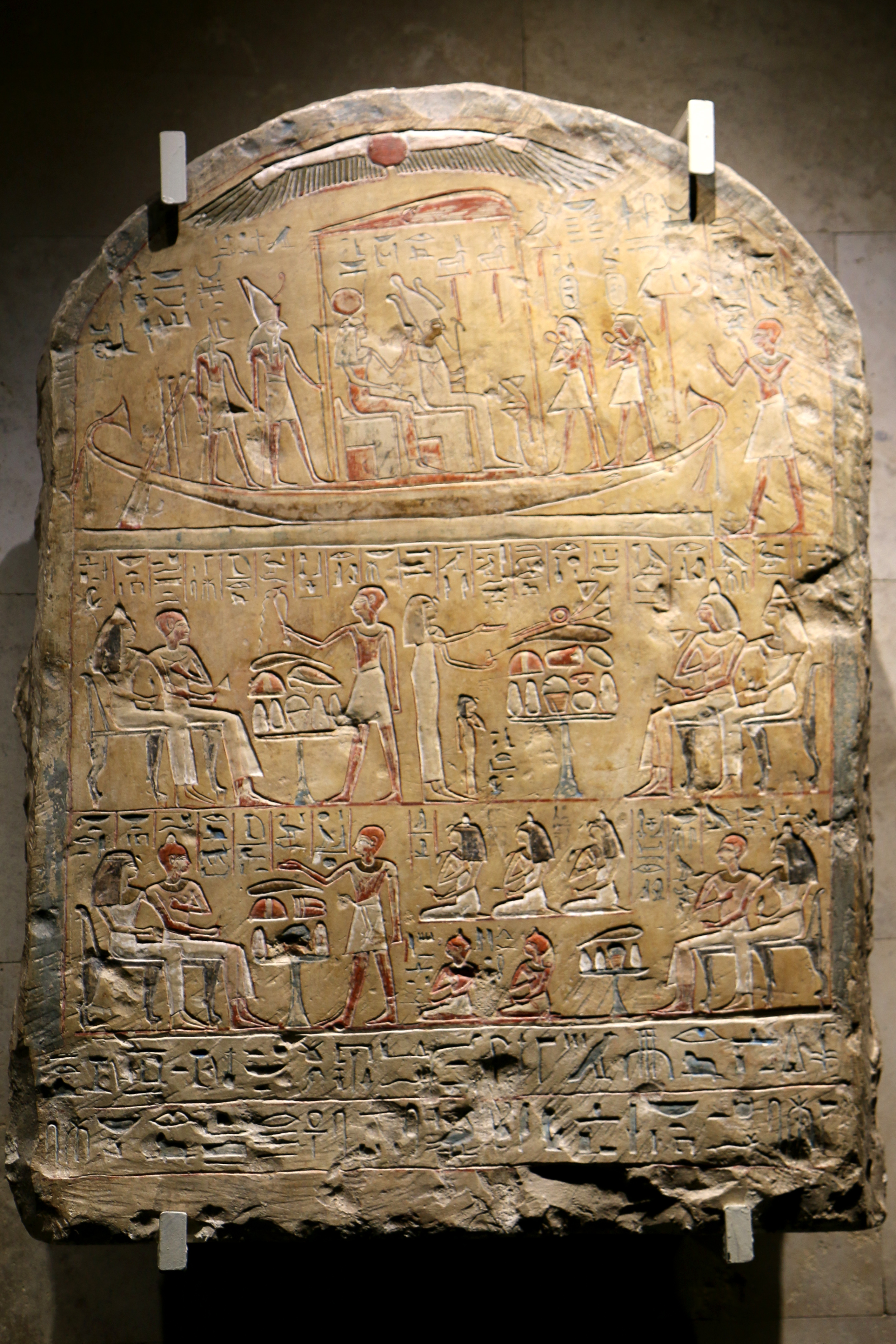
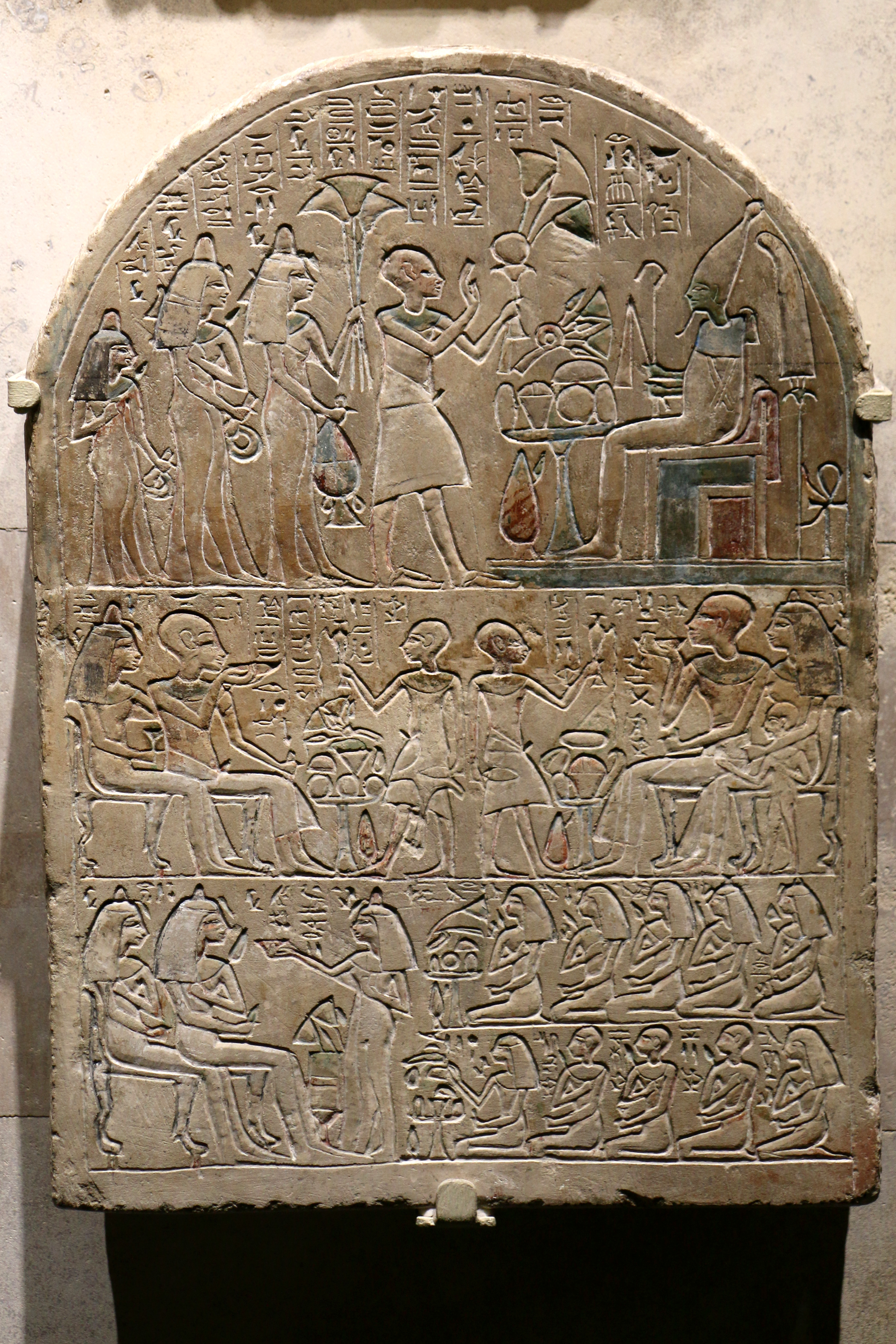
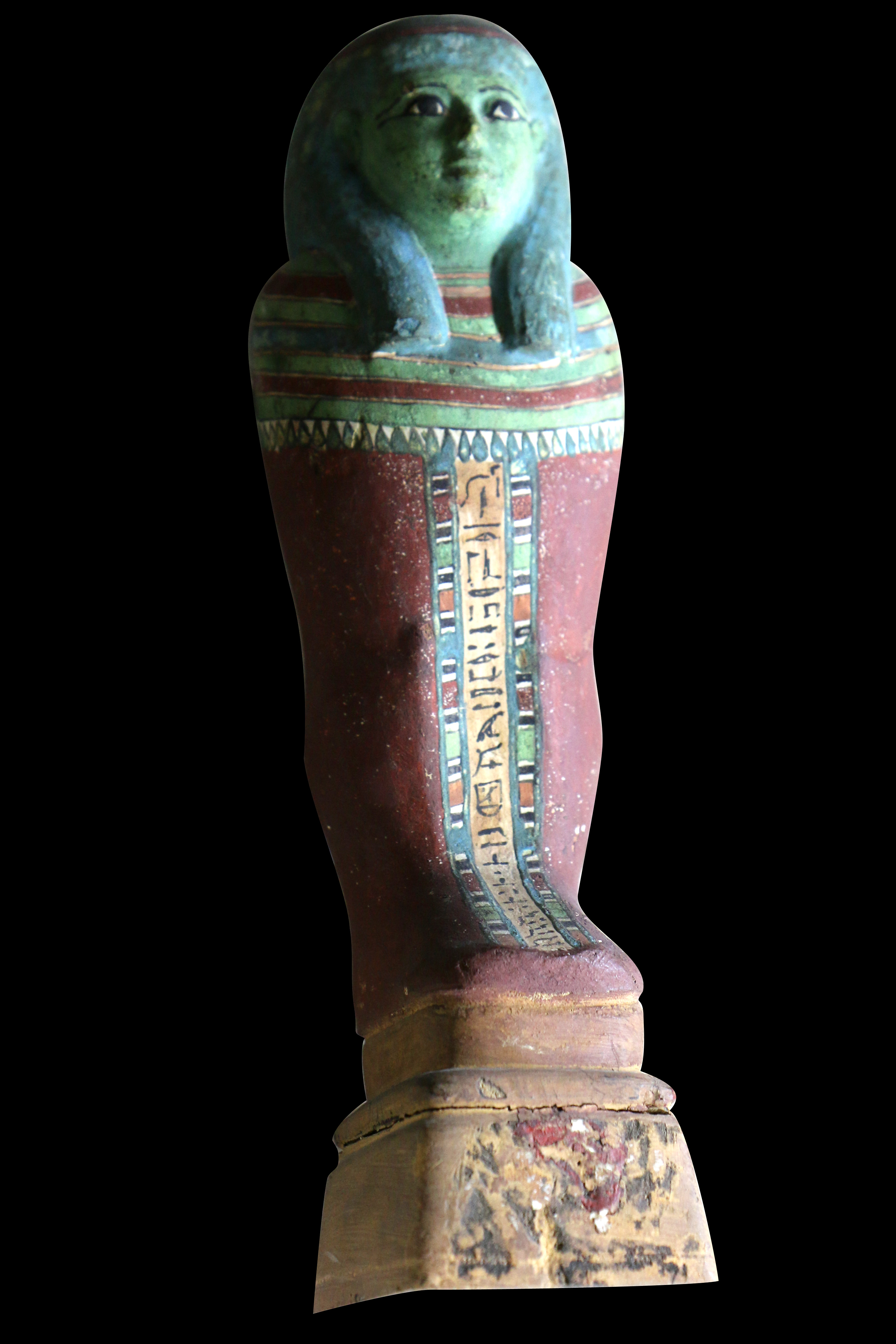

اتاق پنجم
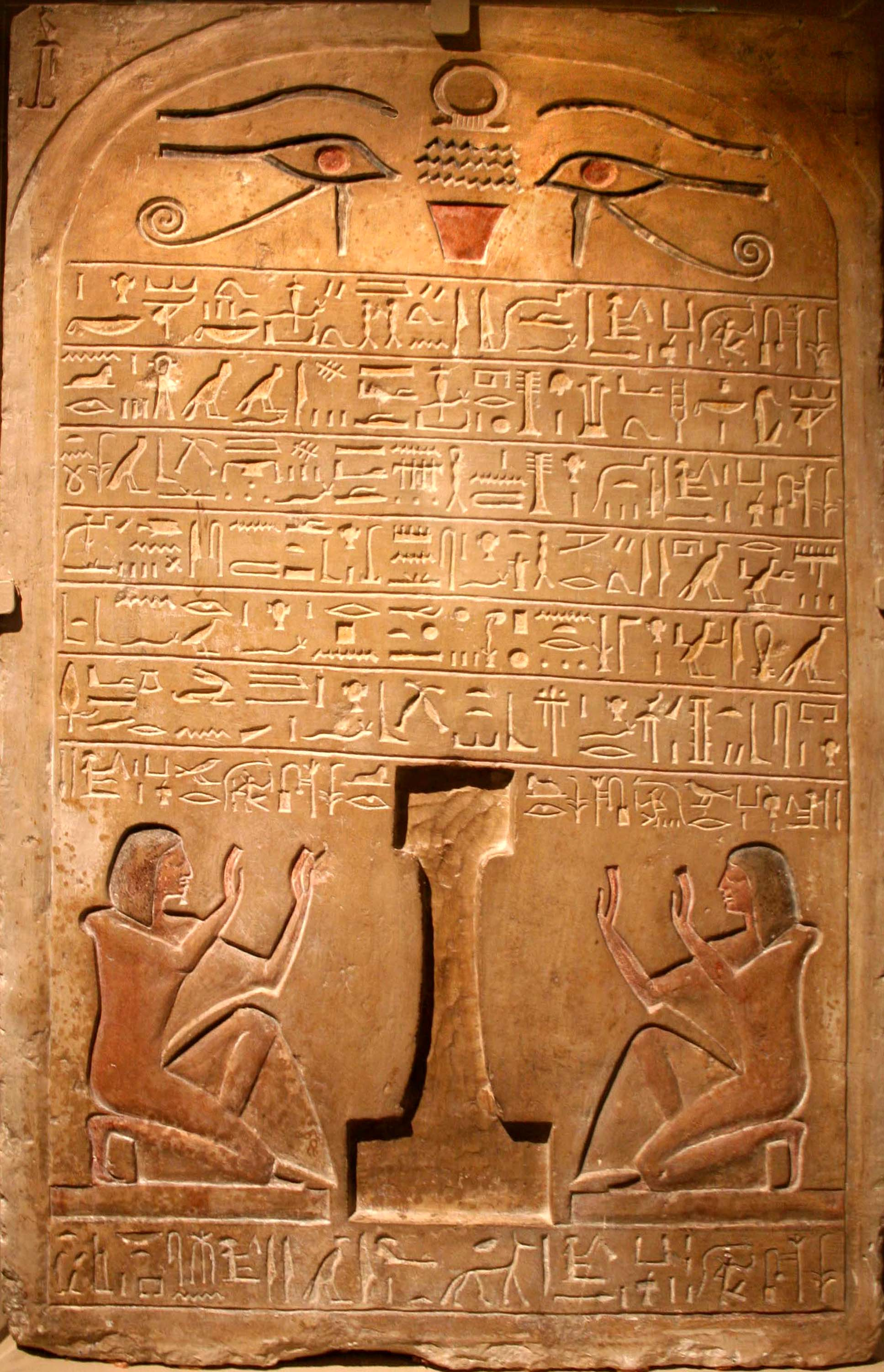
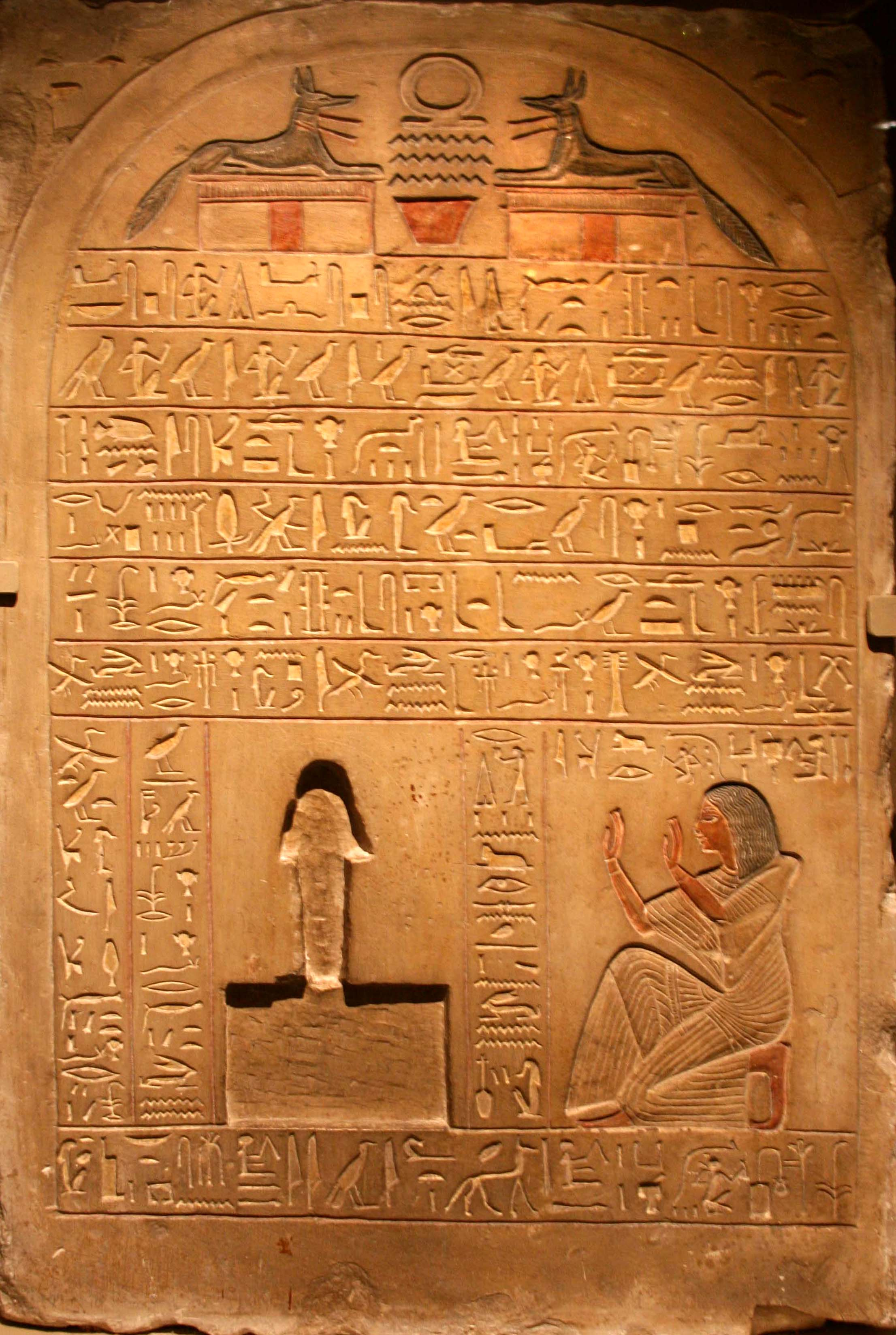
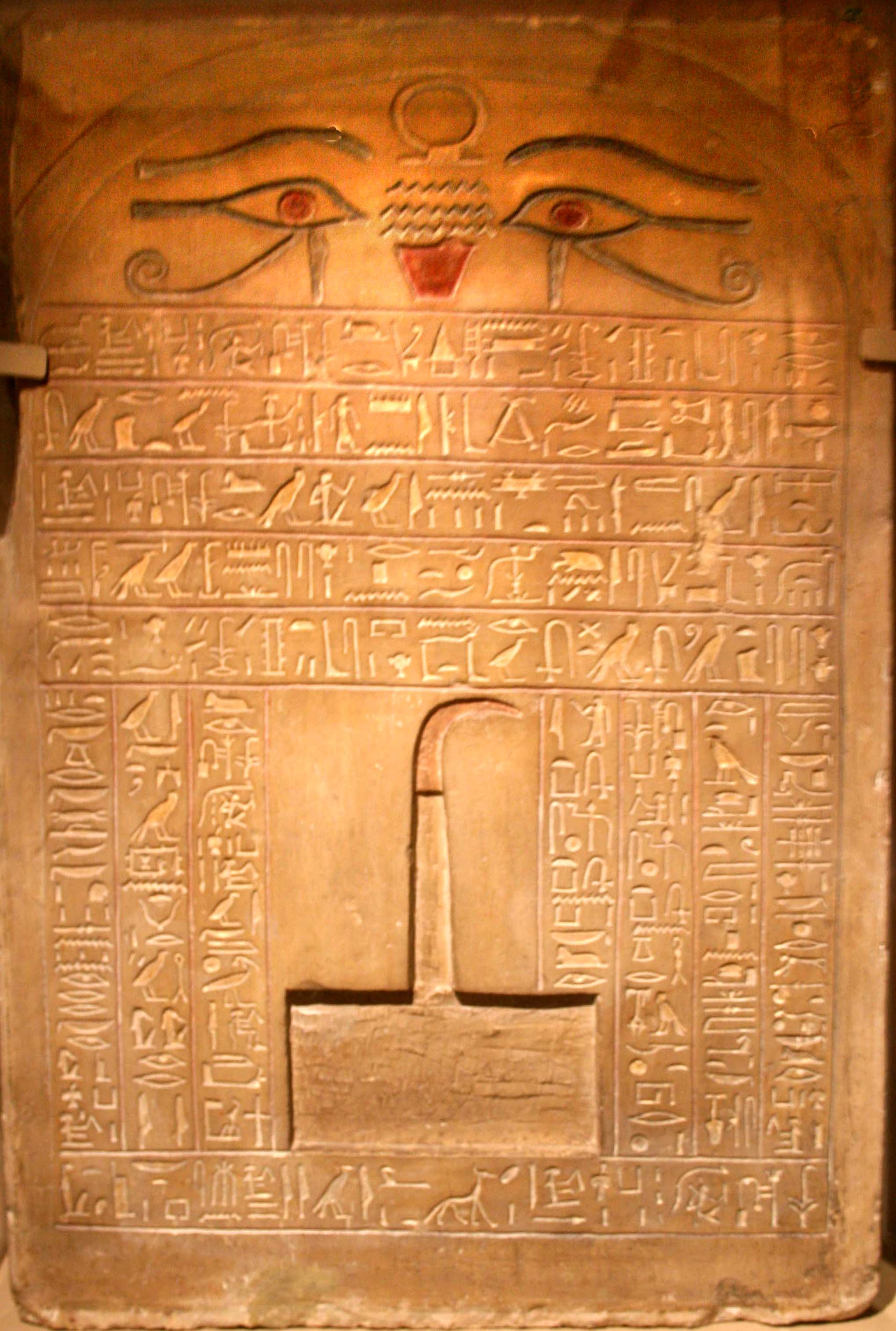
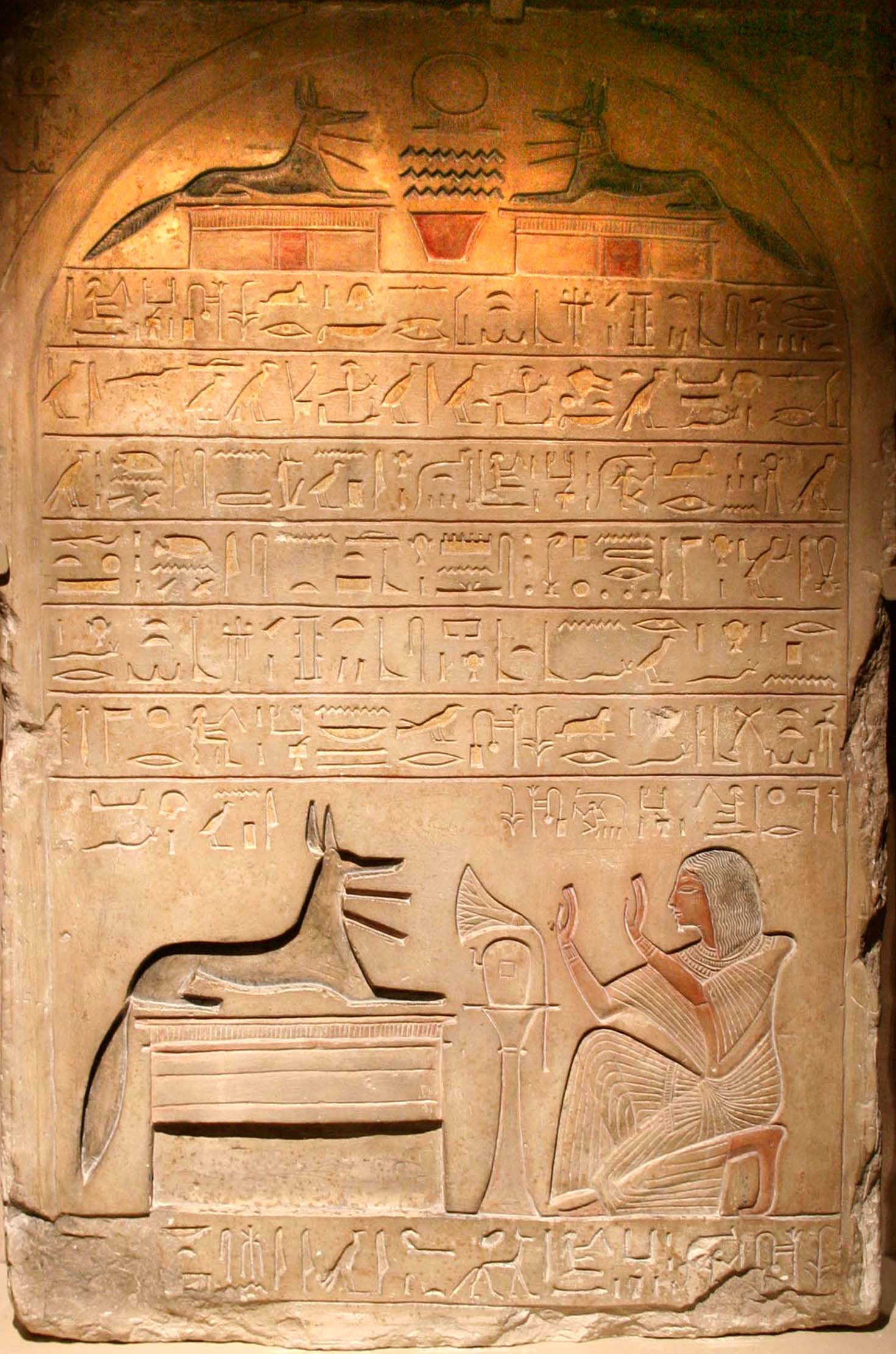

## آثار باستانی کلاسیک

خاورمیانه
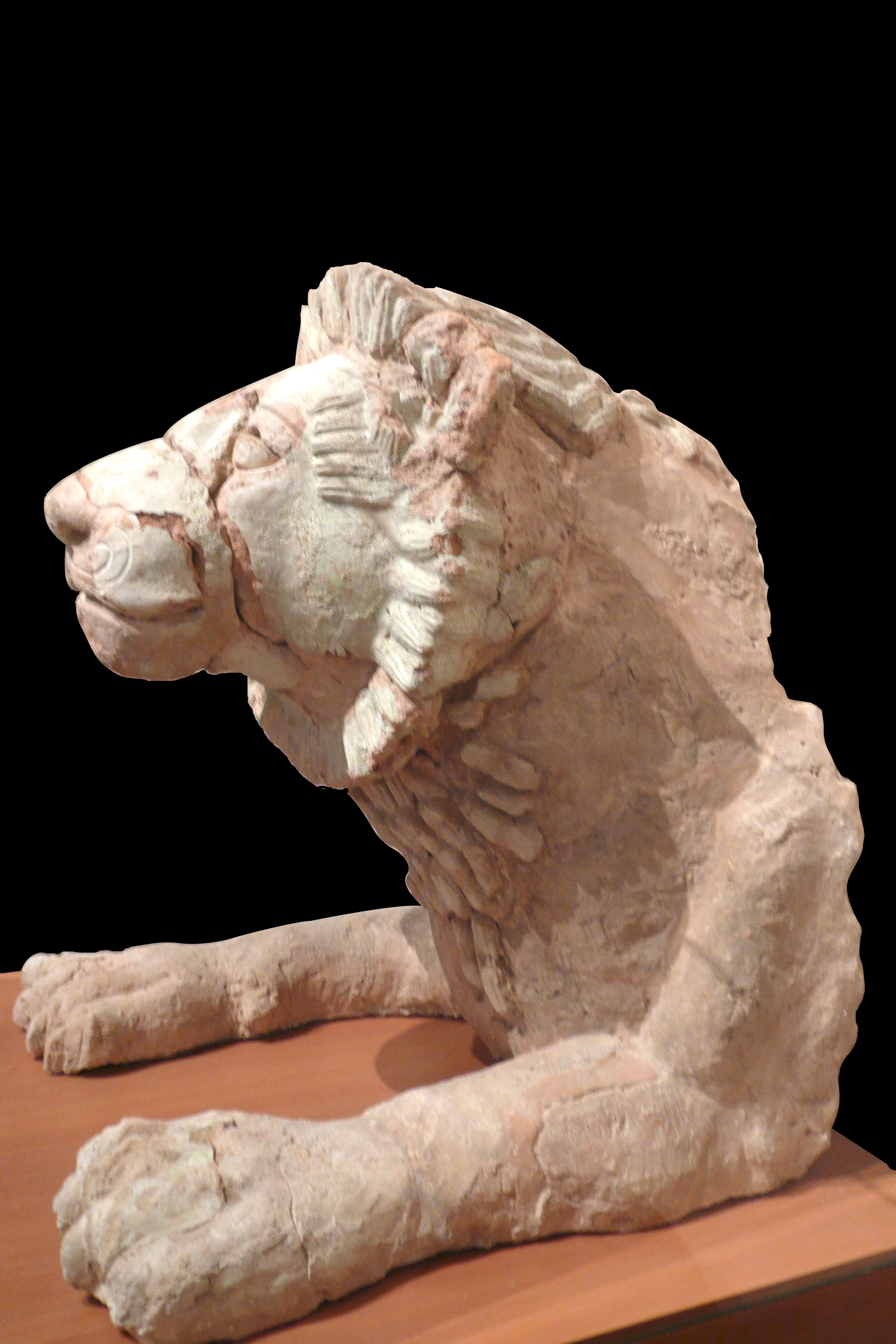
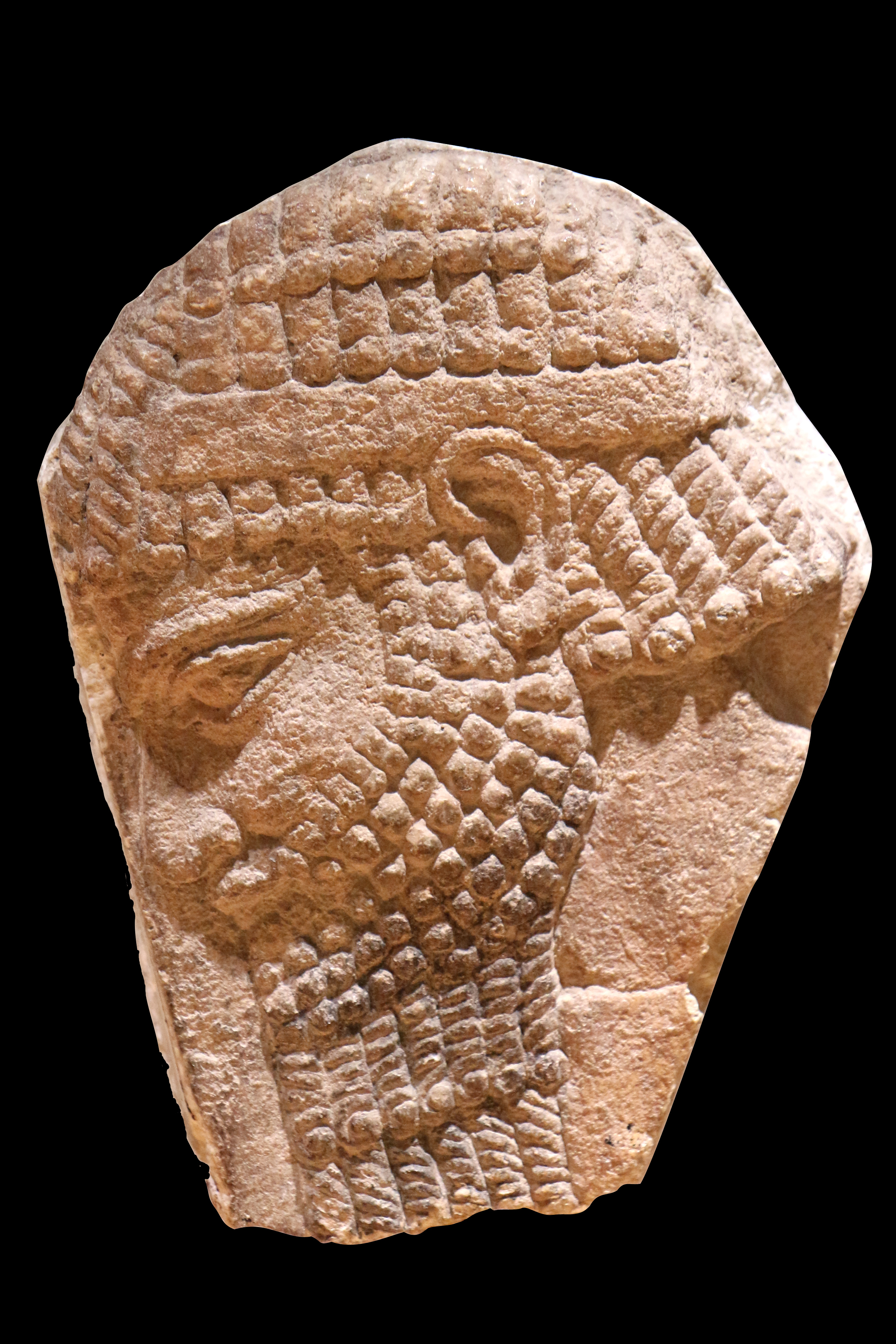
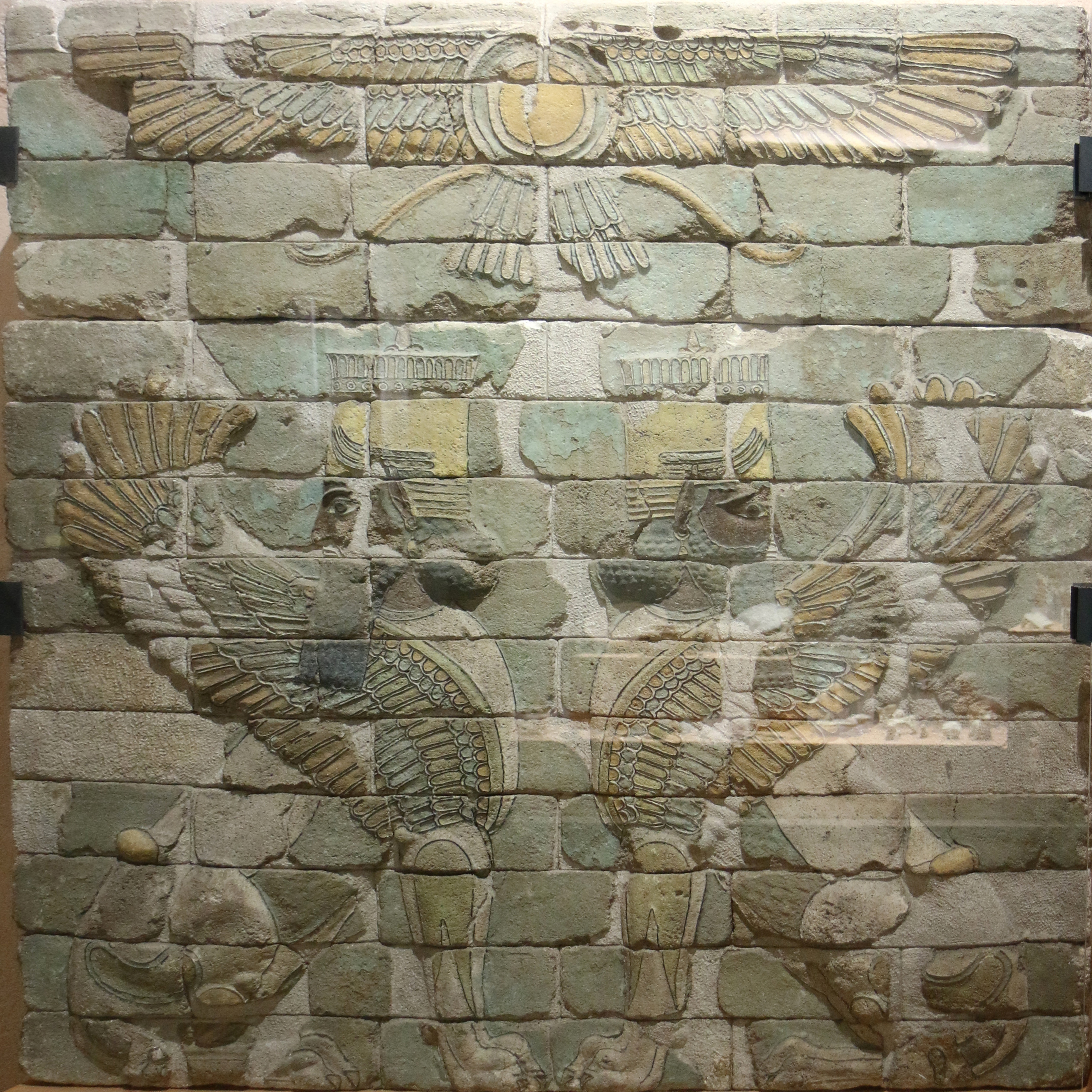

قبرس
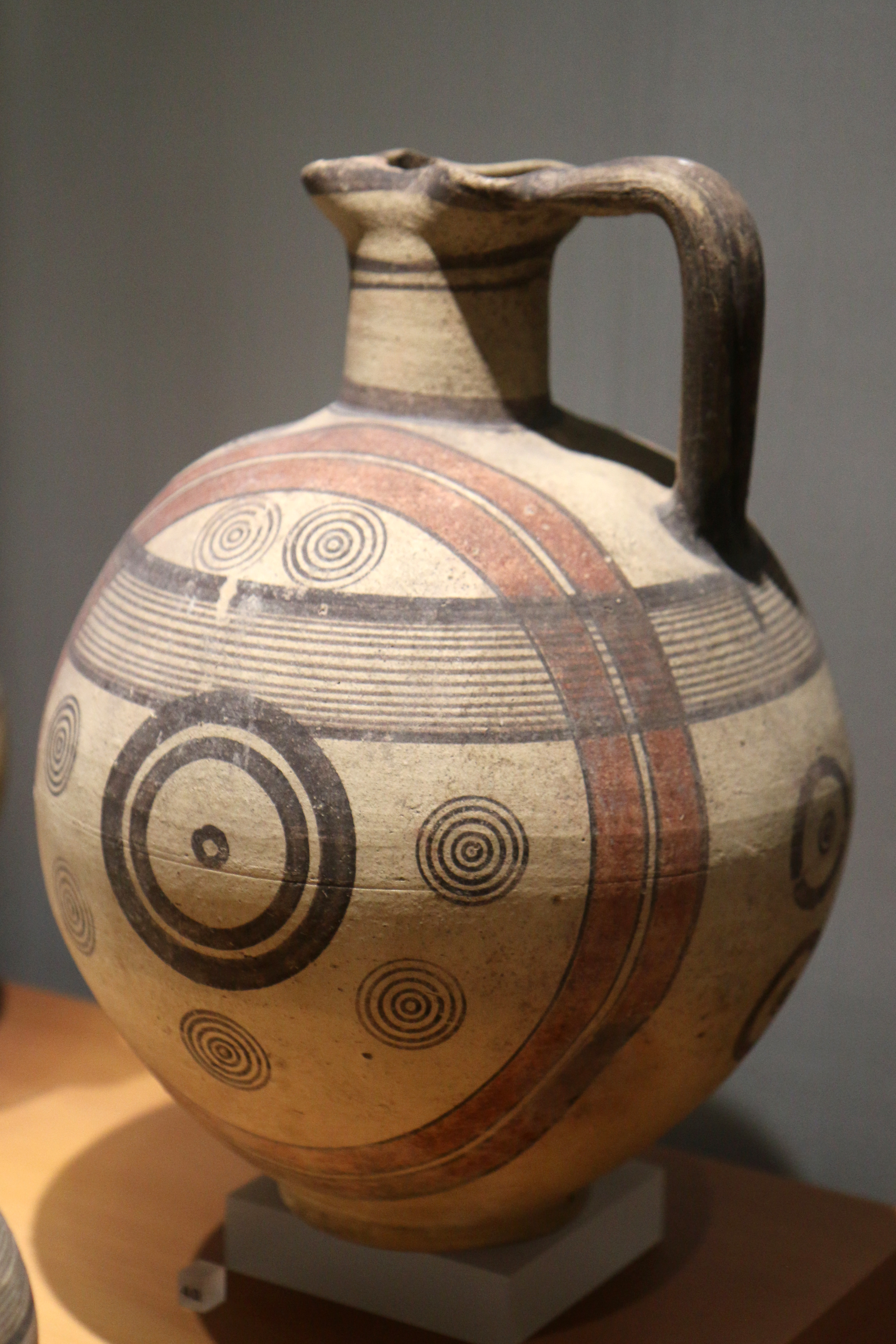
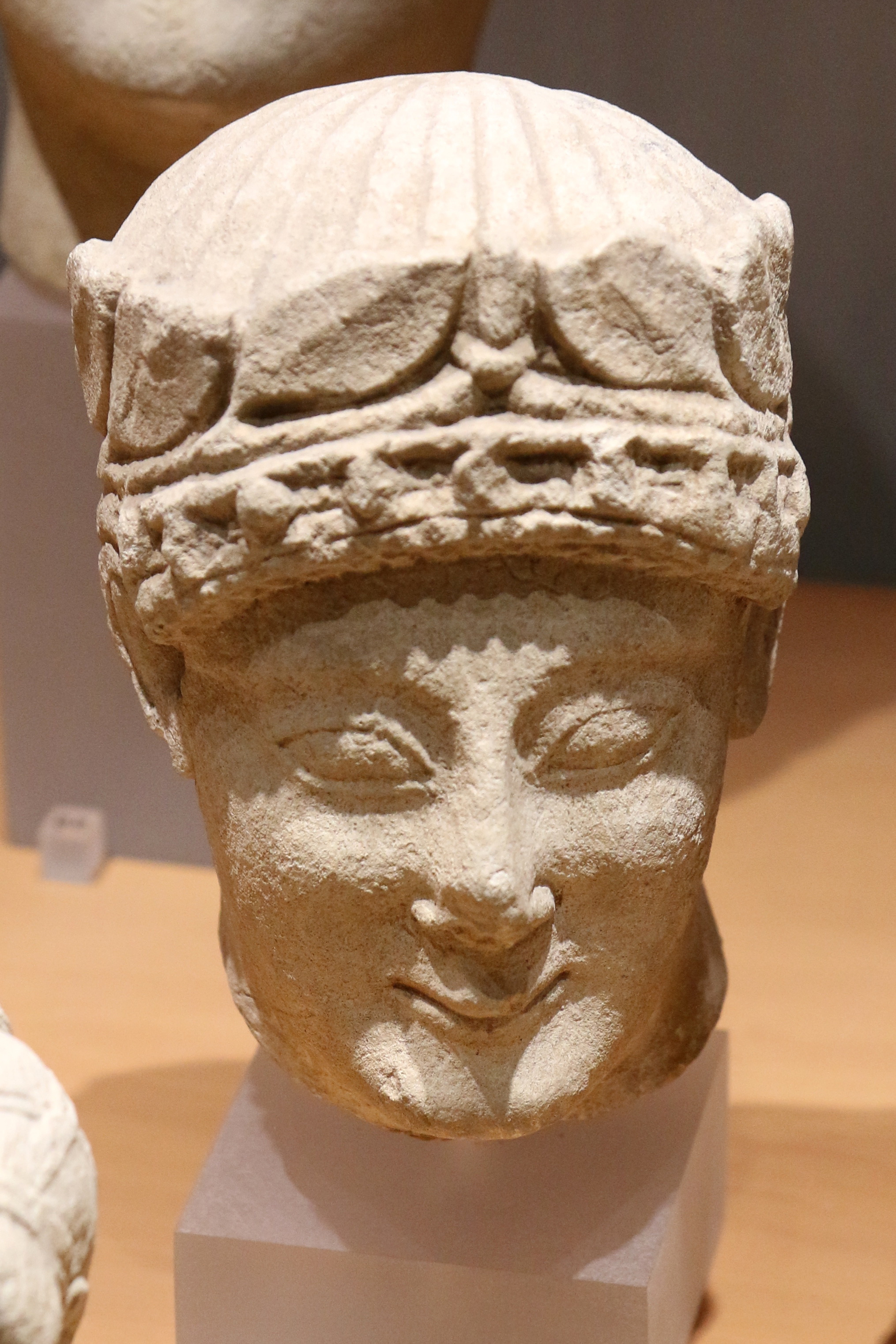
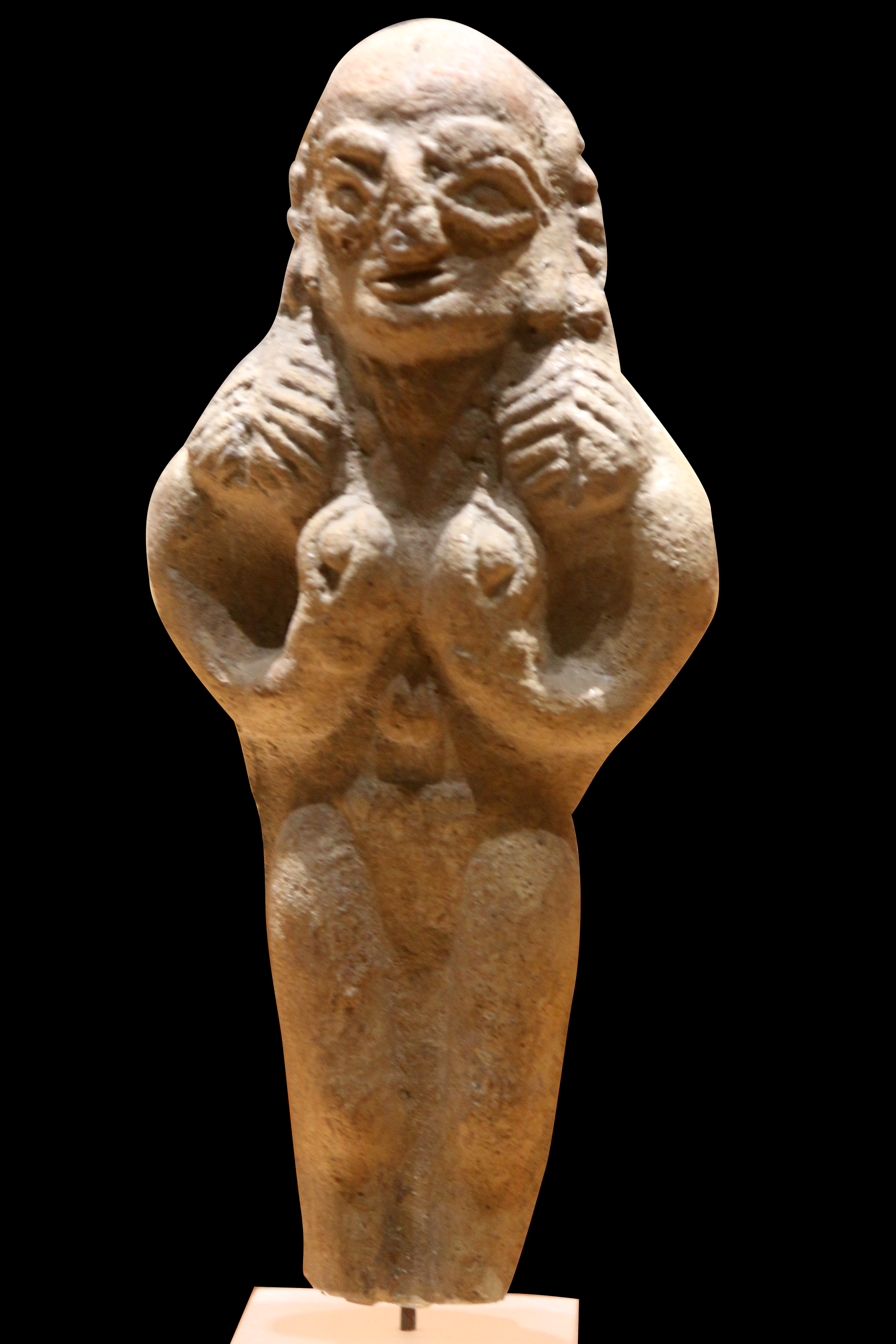
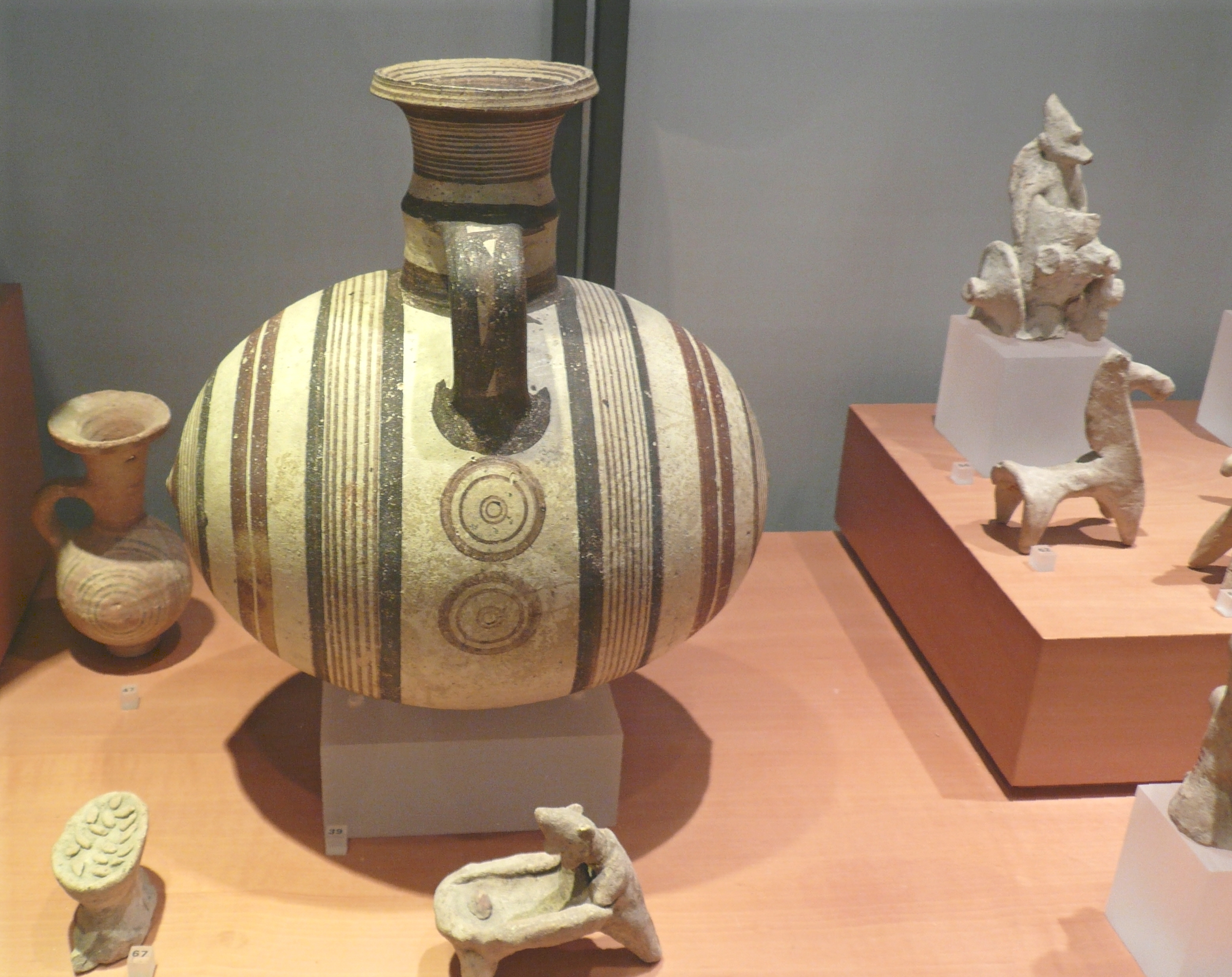

کوزه‌های یونانی
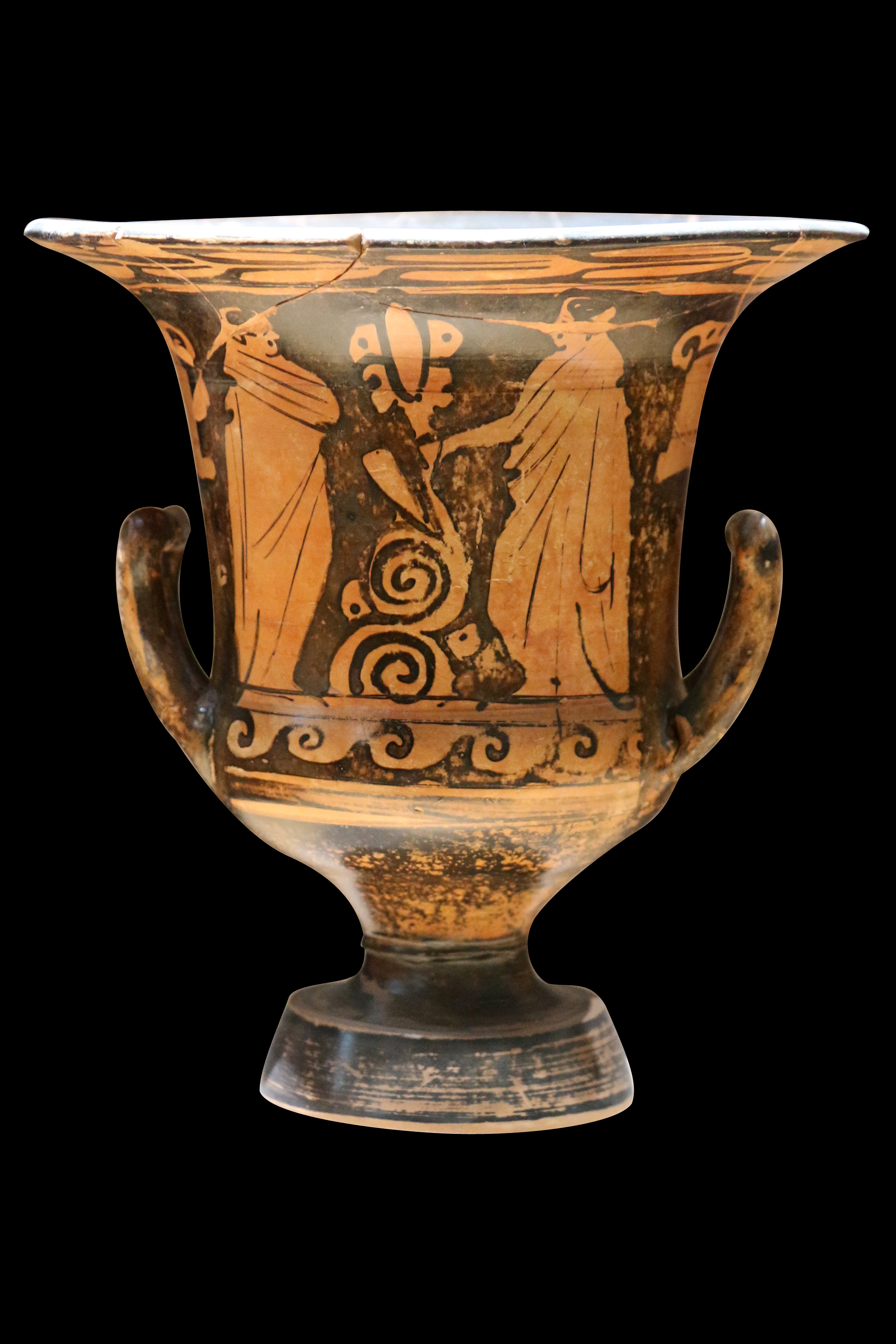
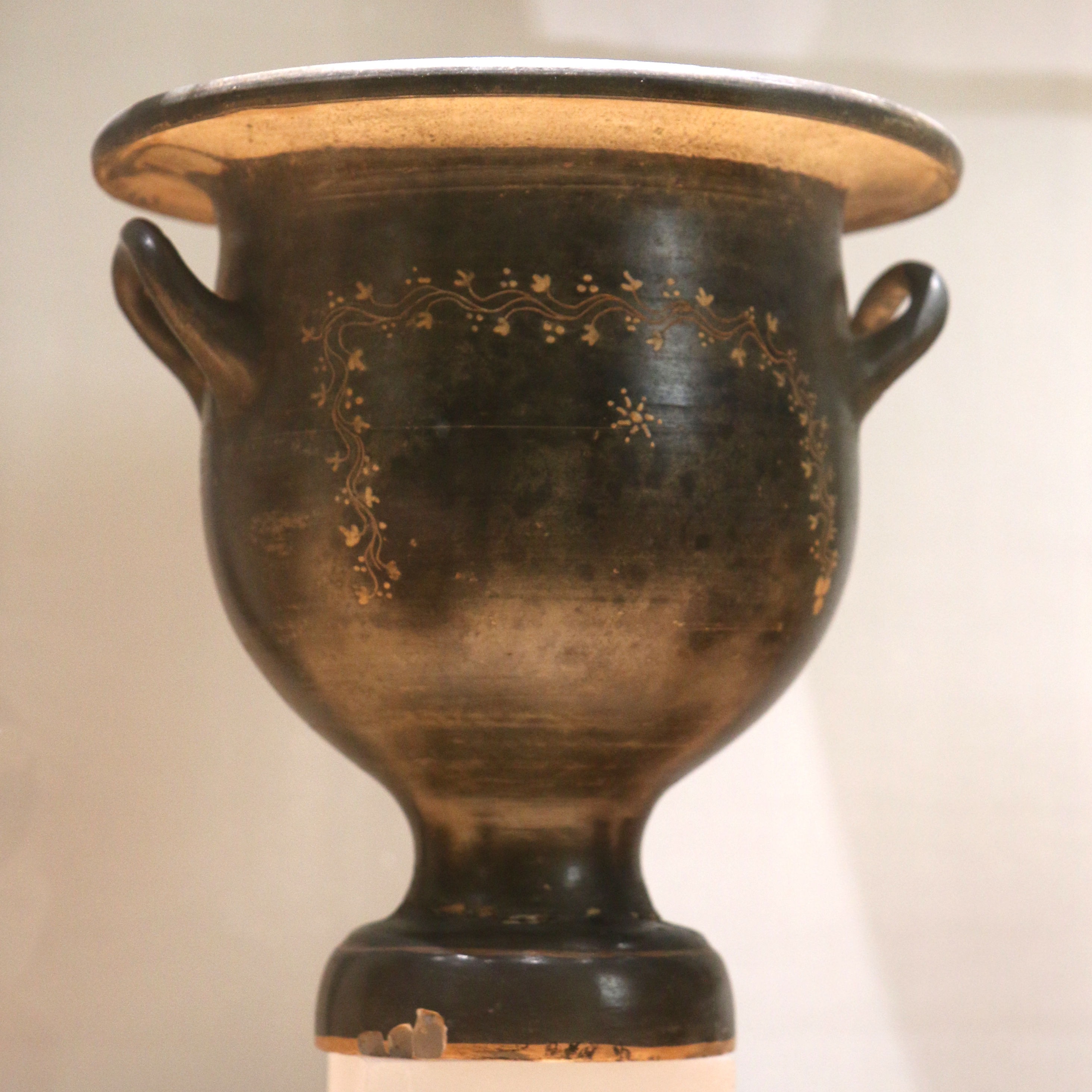
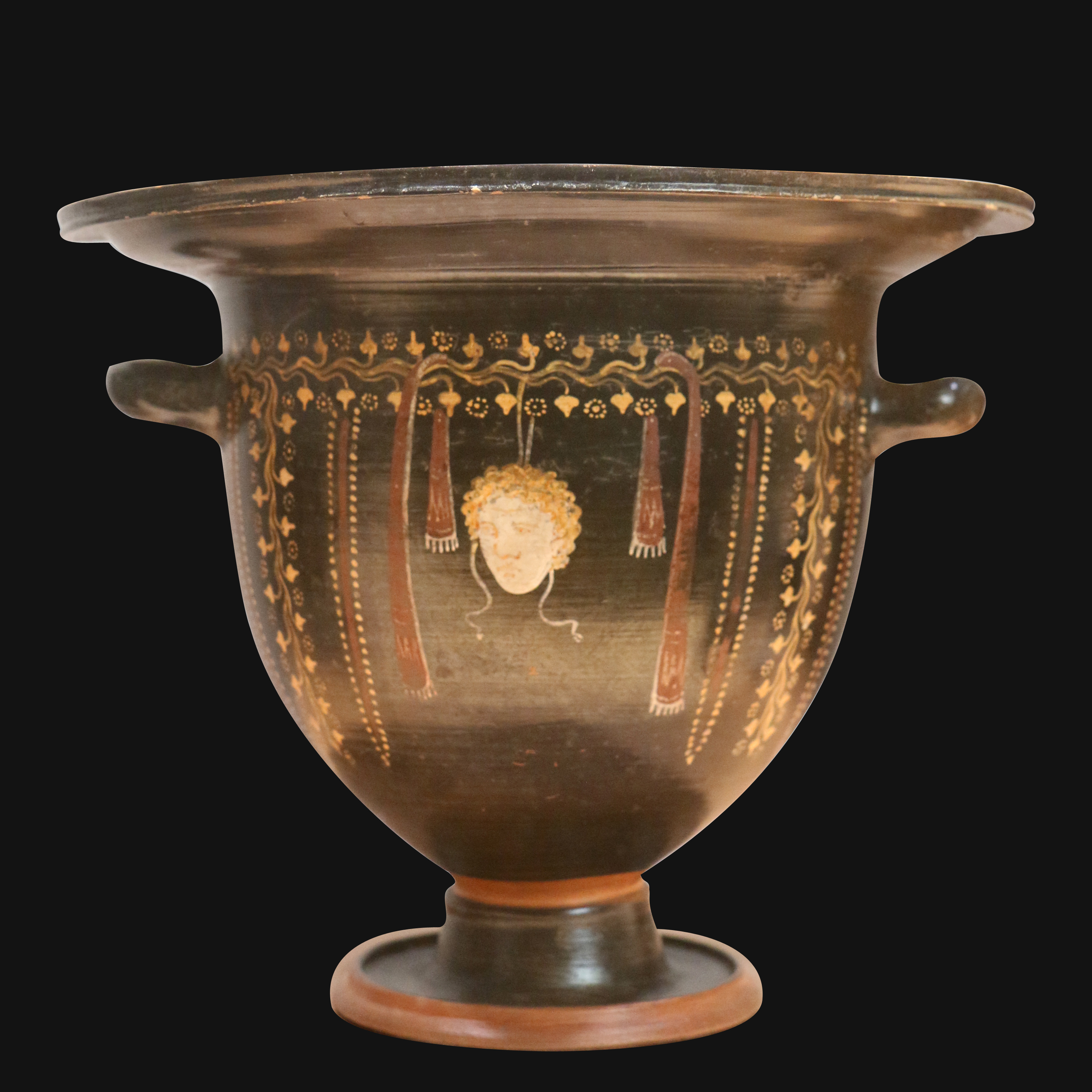
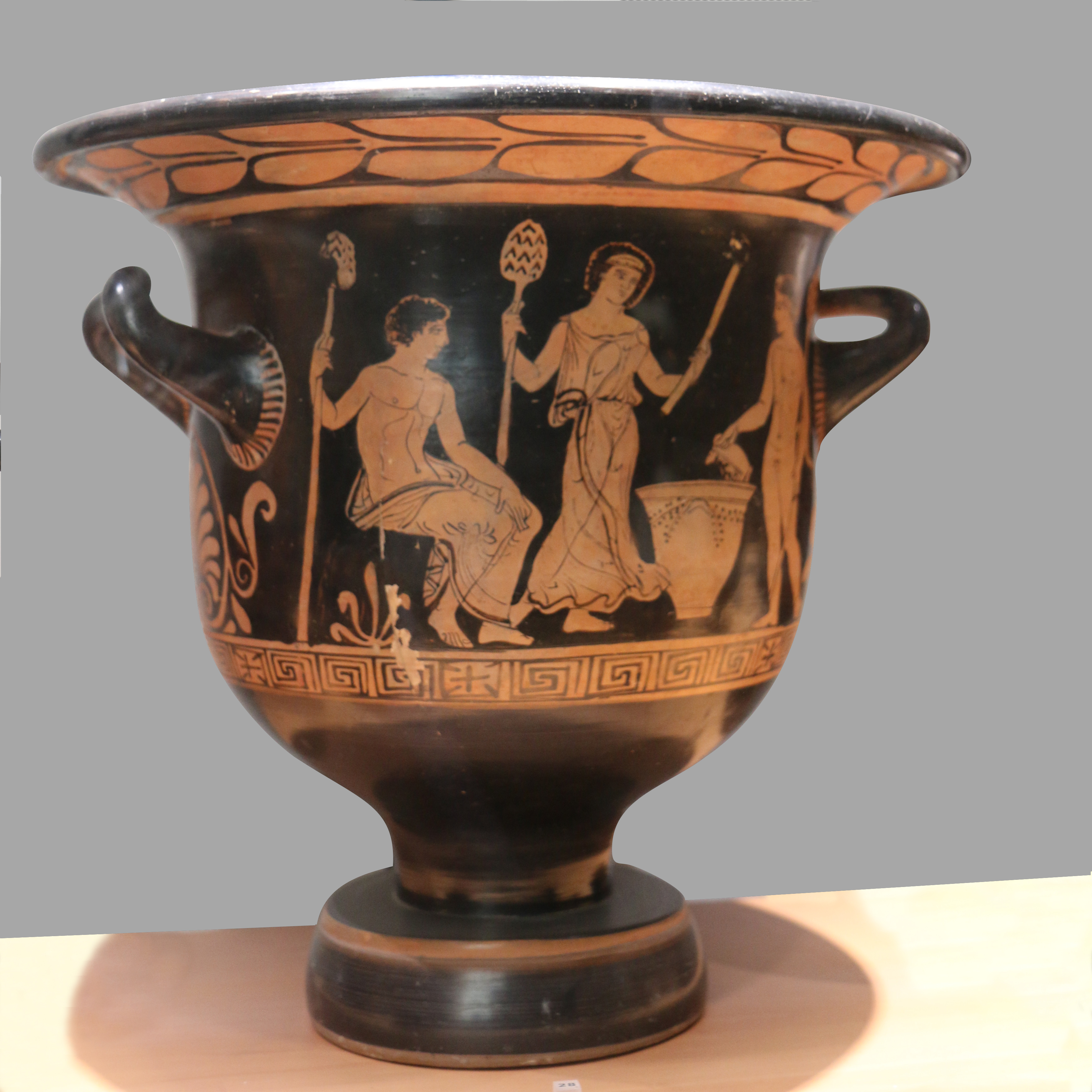
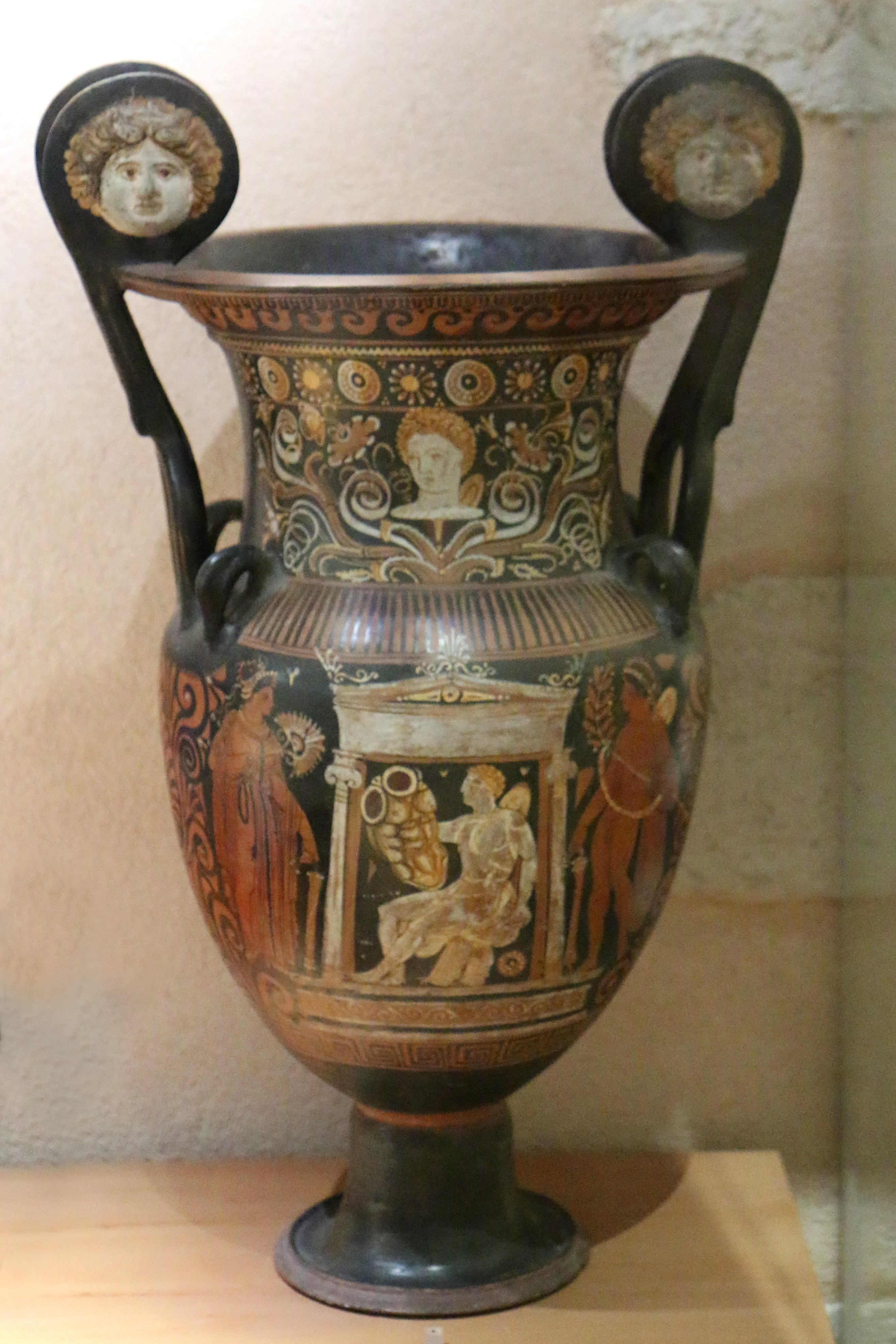
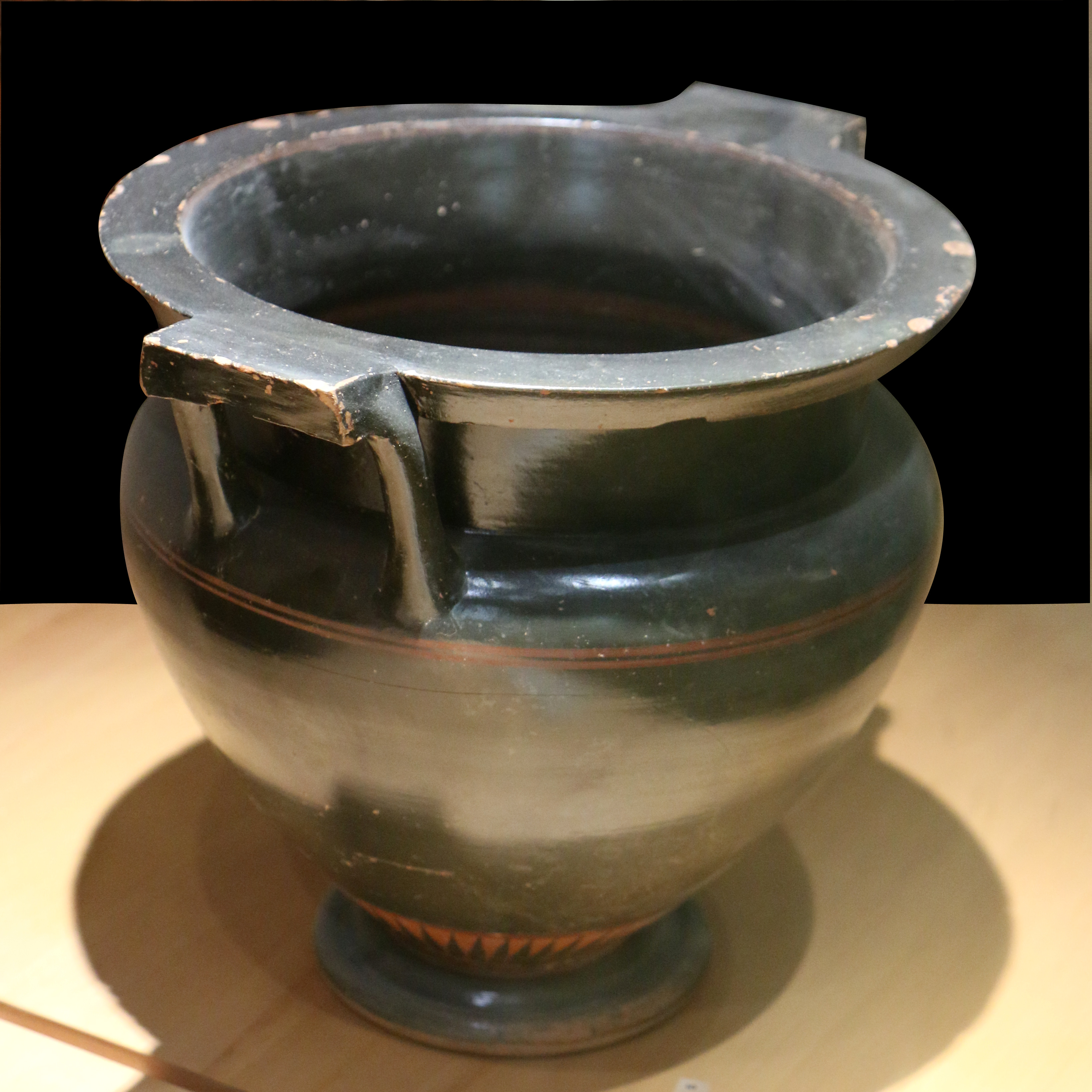

اتروریا
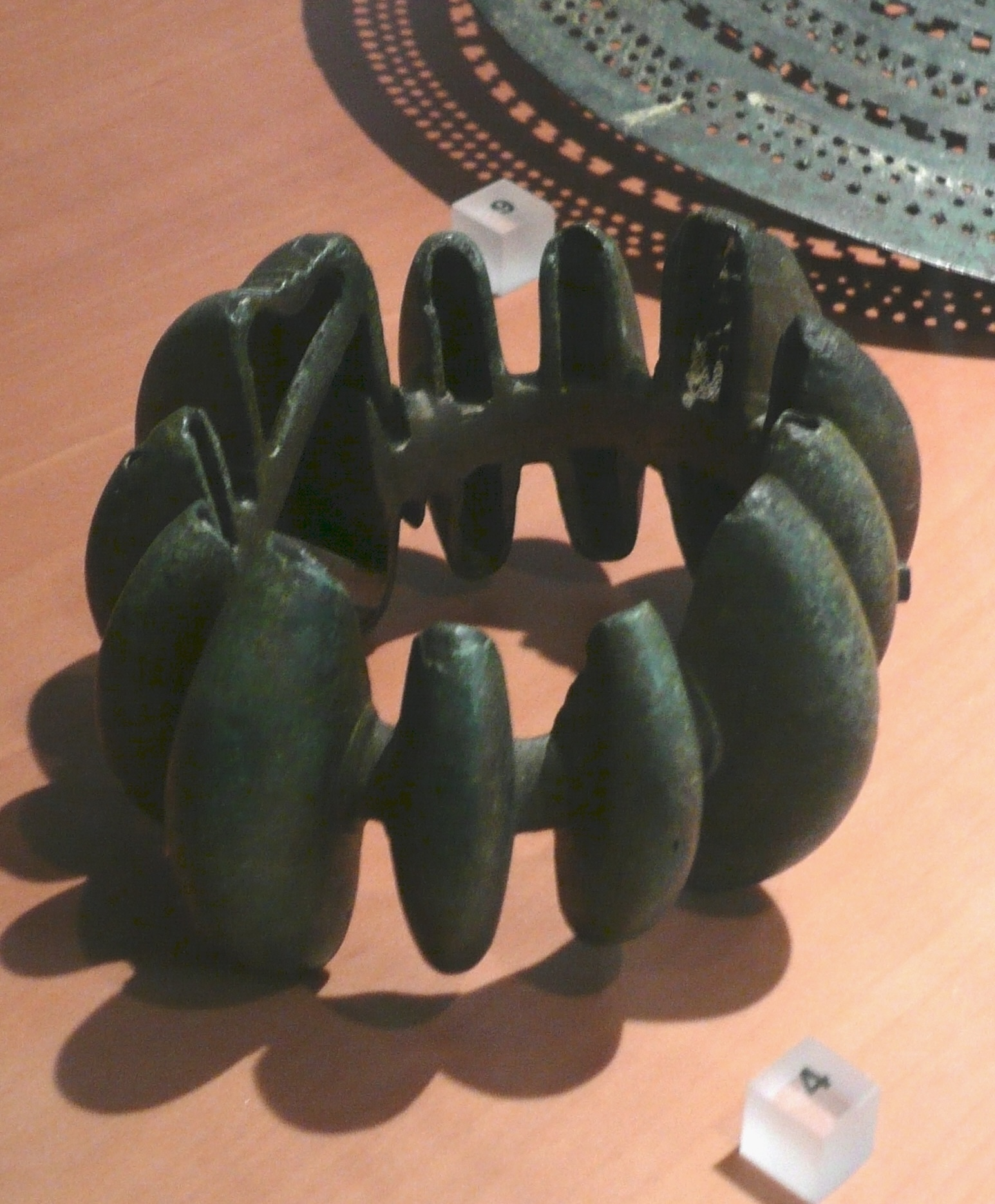
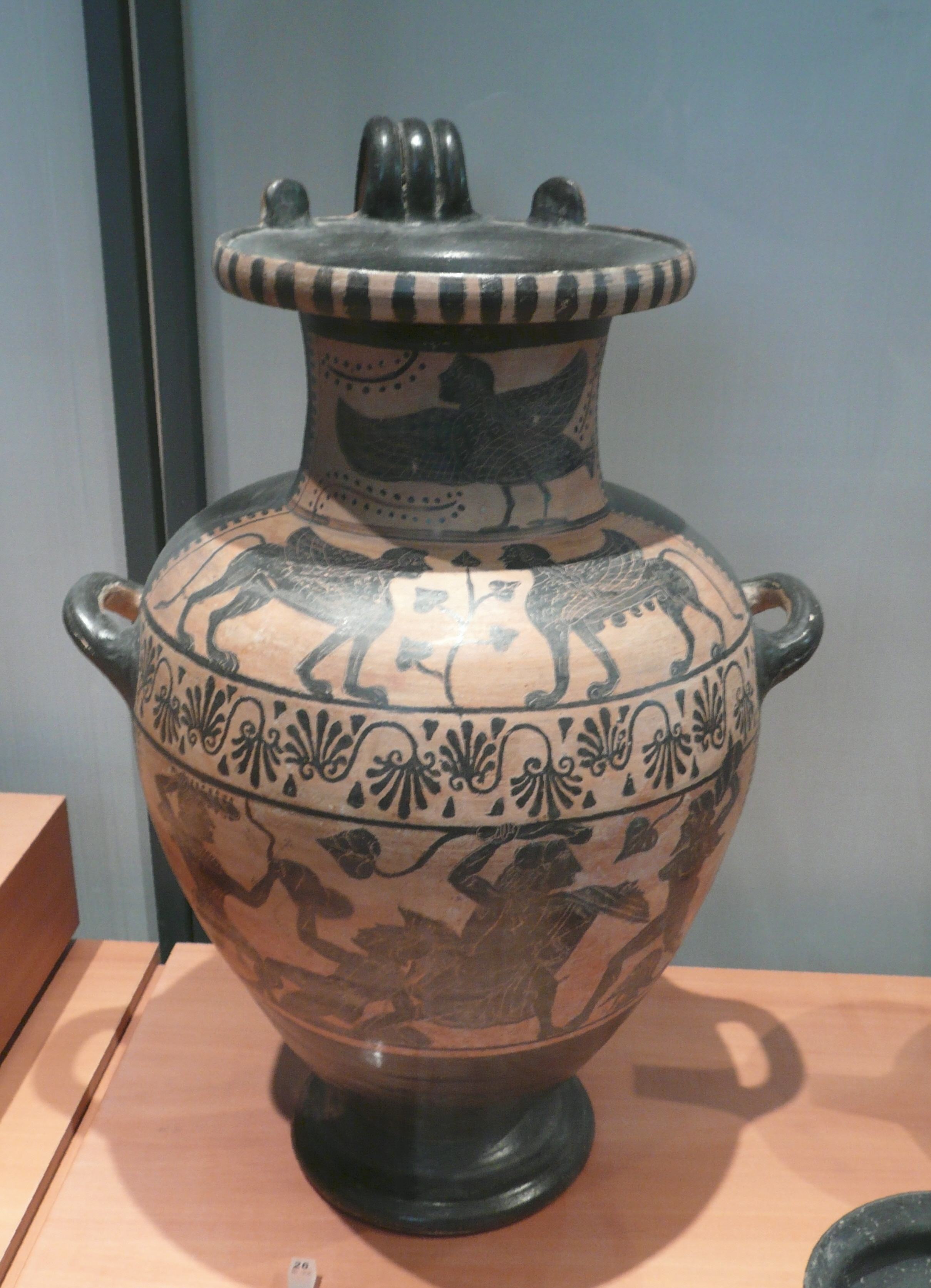
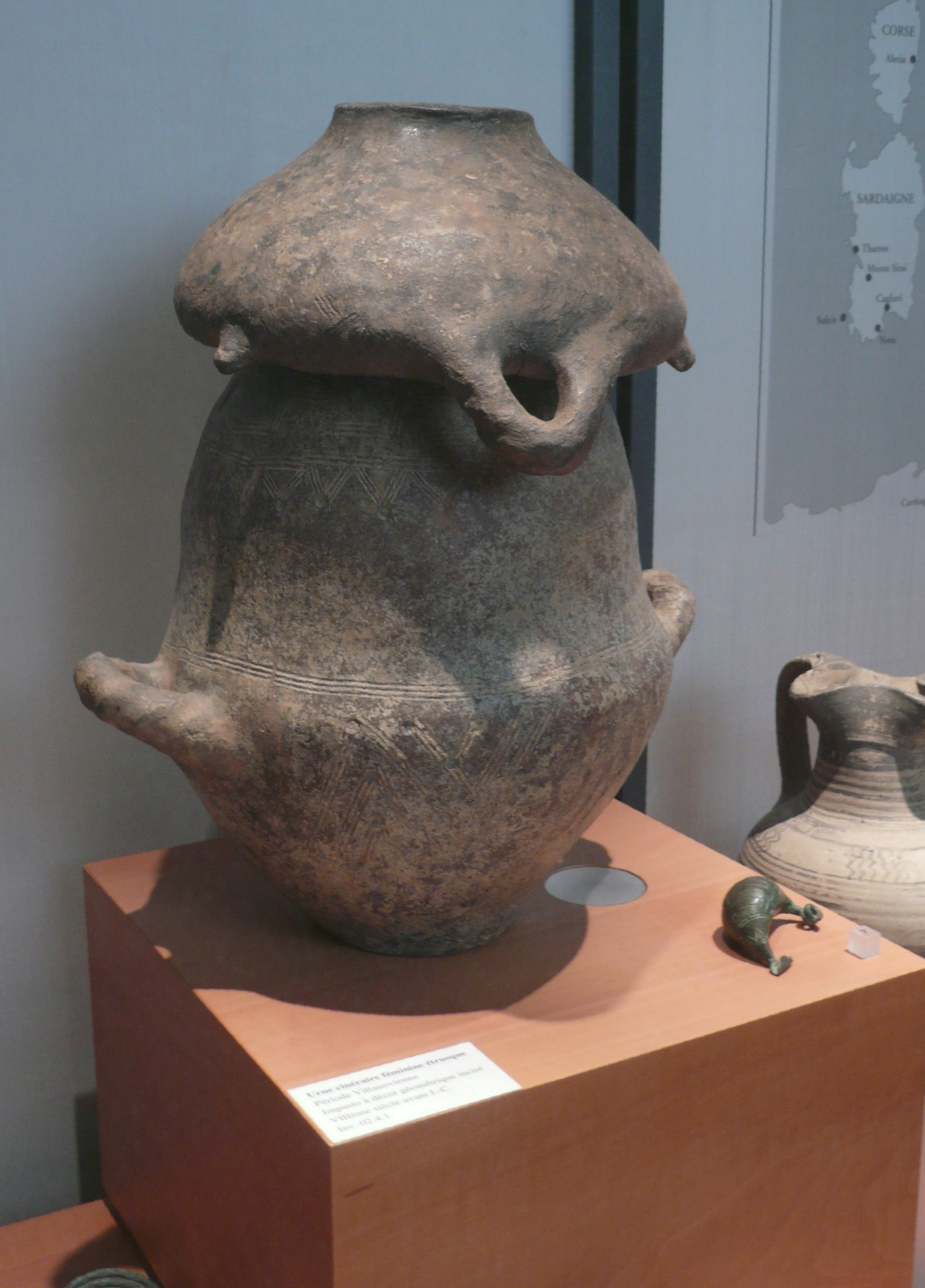
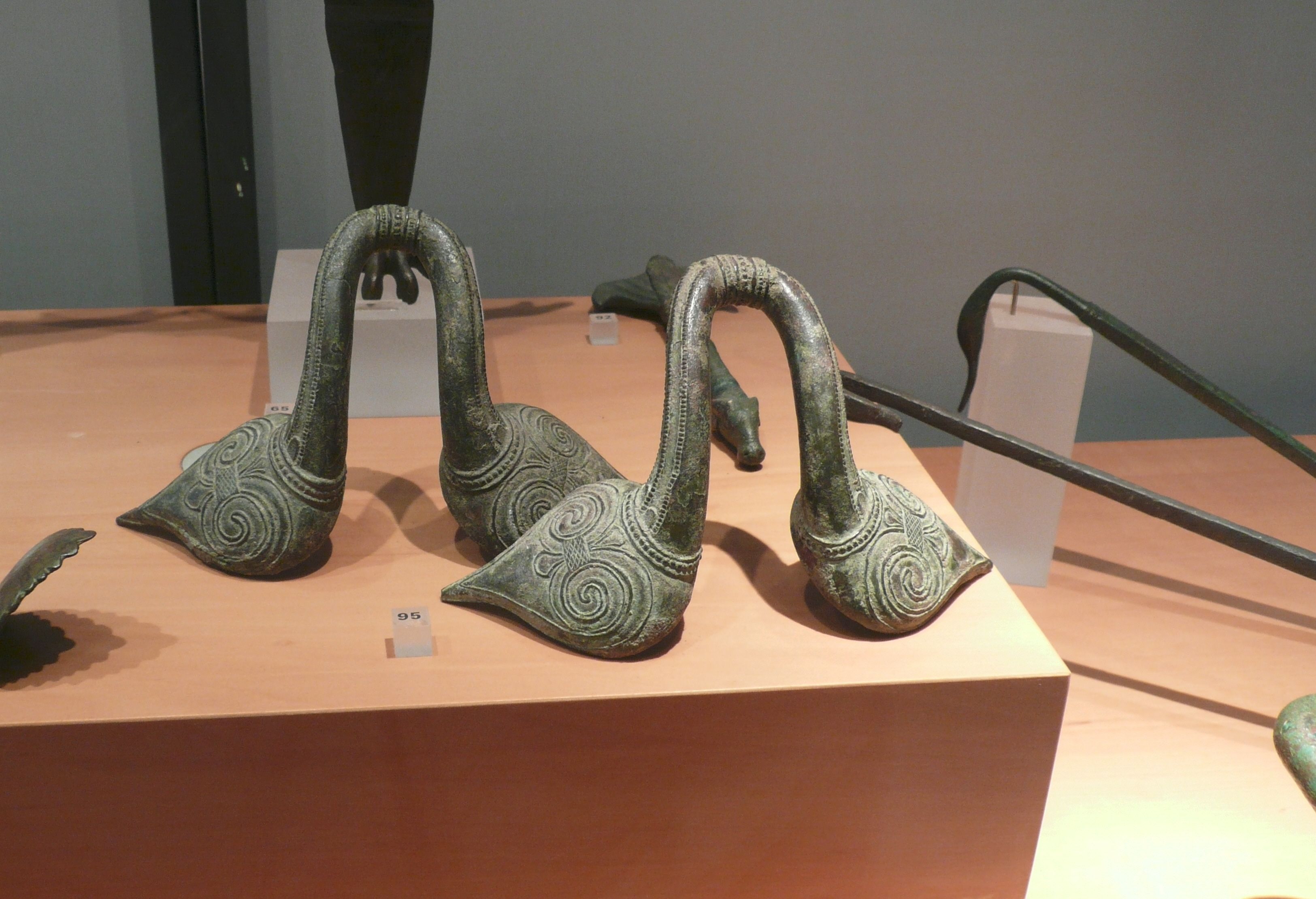